# Goulien
Goulien [guljɛn] est une commune française du département du Finistère, en région Bretagne. Elle est située vers l'extrémité du Cap Sizun, non loin de la pointe du Raz.

## Géographie

### Localisation et communes limitrophes

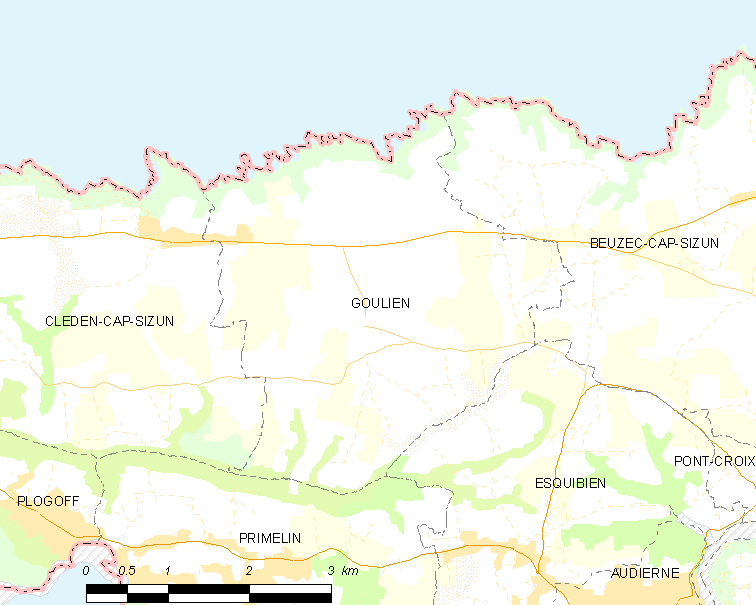
Carte de la commune de Goulien.

| Océan atlantique | Océan atlantique | Océan atlantique |
| Cléden-Cap-Sizun | Goulien          | Beuzec-Cap-Sizun |
| Primelin         |                  | Audierne         |

### Littoral
Goulien est située dans la partie nord-ouest de la presqu'île du Cap Sizun ; la commune est littorale de la rive sud de la baie de Douarnenez.
Le littoral de Goulien est formé de falaises très découpées, hautes de plusieurs dizaines de mètres (des altitudes de 72 mètres se rencontrent à plusieurs reprises à proximité du littoral, notamment de part et d'autre de Kerguerriec) et les rares petites grèves (la plus importante crique est celle de Porz Kanape dans laquelle se jettent deux petits ruisseaux, Kouar Kanape et Kouar Kermaden [kouar signifie ruisseau en breton]) sont d'accès quasi-impossible ou très difficile depuis le continent ; le littoral de Goulien ne possède aucun port et est resté quasi-inhabité. Cet aspect sauvage a permis à ce littoral de rester un sanctuaire de la vie sauvage, désormais protégé par la Réserve de Goulien-Cap Sizun. Quelques îlots rocheux longent ce littoral, le principal étant celui d'Ar Milinou Braz où nichent de nombreuses espèces d'oiseaux de mer (océanite tempête, fulmar, cormoran huppé, goéland argenté, goéland brun, goéland marin, mouette tridactyle, guillemot, pingouin torda, macareux) qui sont aussi observables de plusieurs autres endroits, notamment de Kastell ar Roc'h, une des falaises les plus hautes du Cap Sizun.

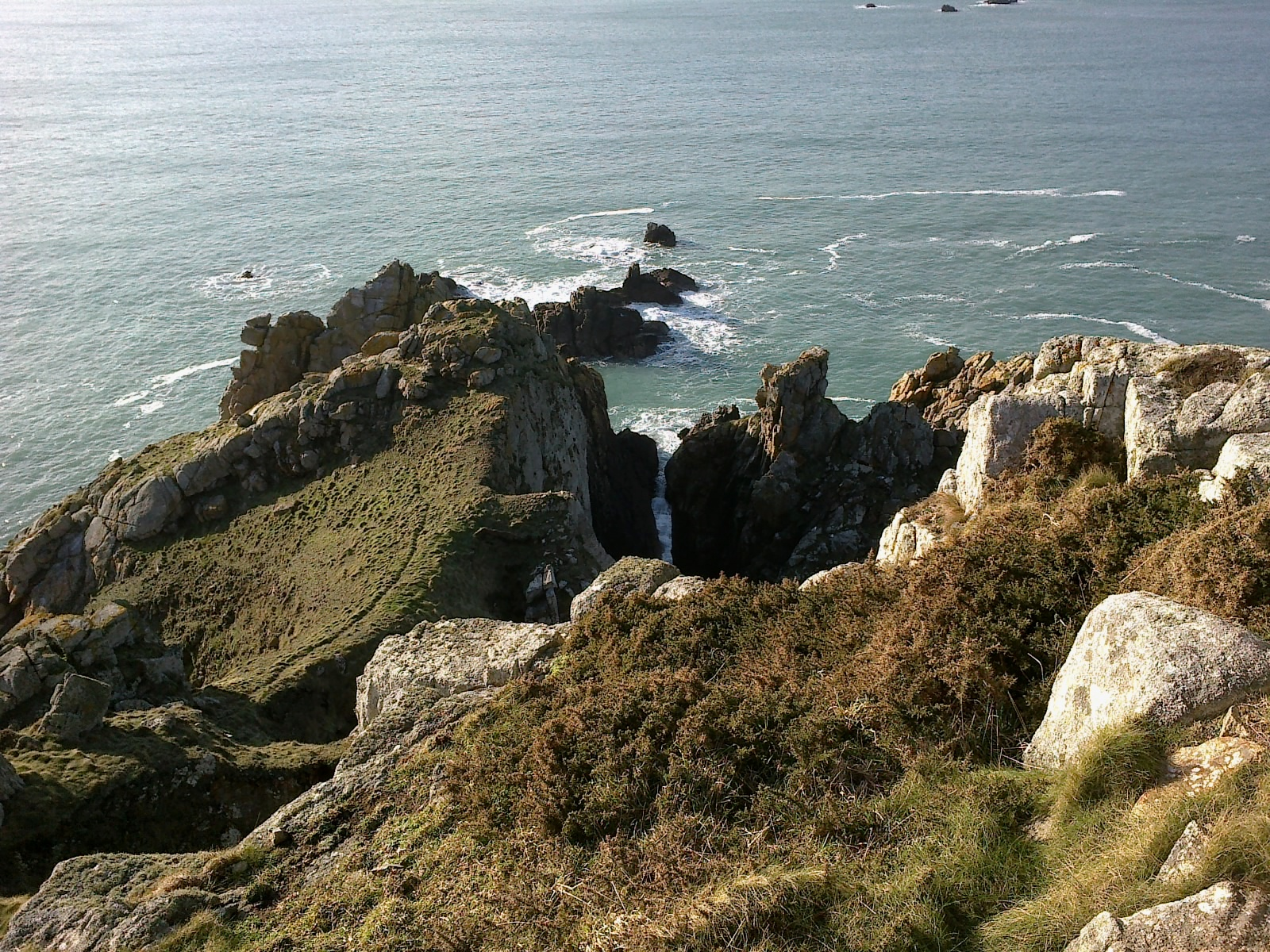
Kastell ar Roc'h (Réserve du Cap-Sizun à Goulien) 1.
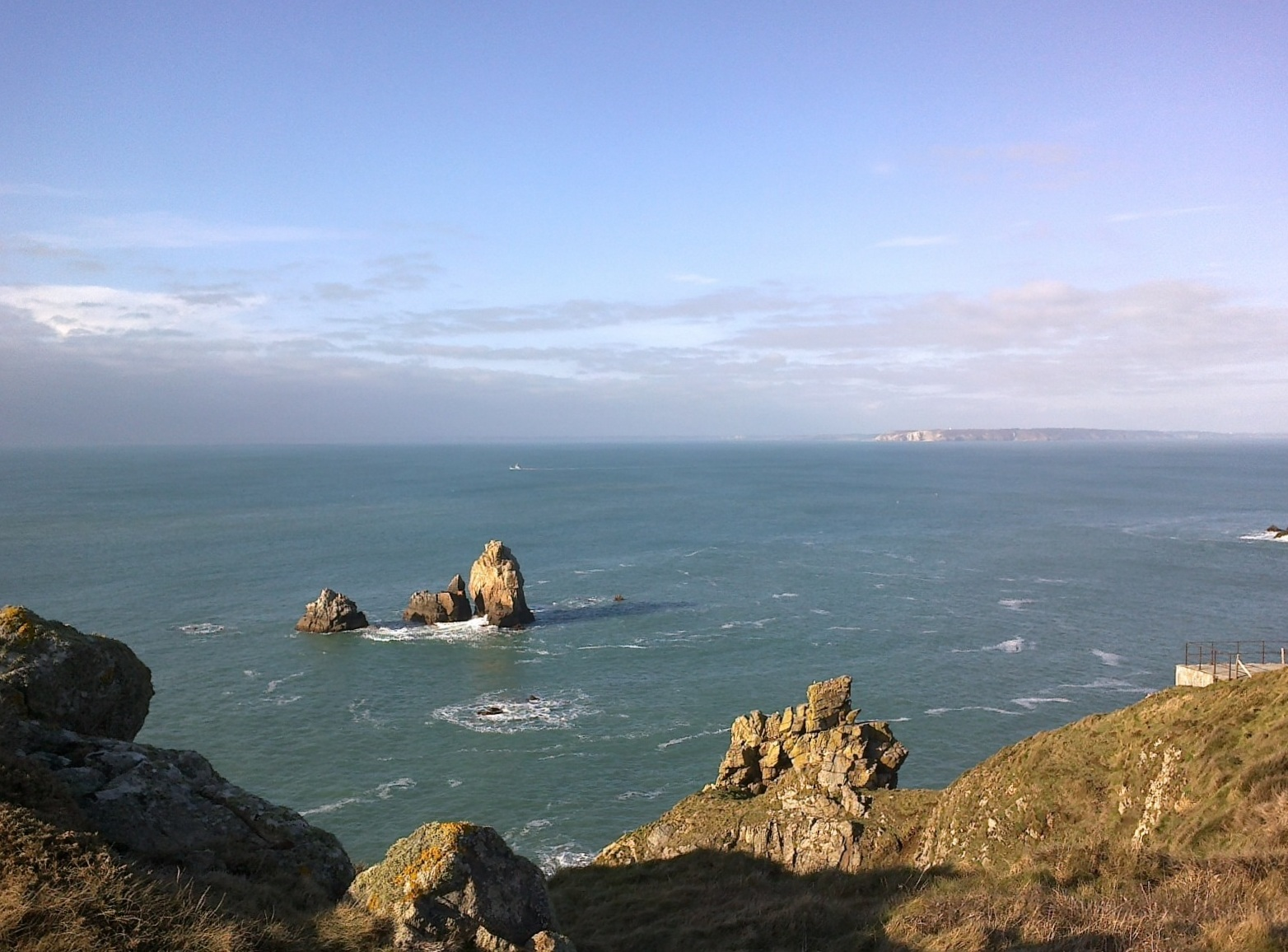
Kastell ar Roc'h (Réserve du Cap-Sizun à Goulien) 2 ; à l'arrière-plan le Cap de la Chèvre.
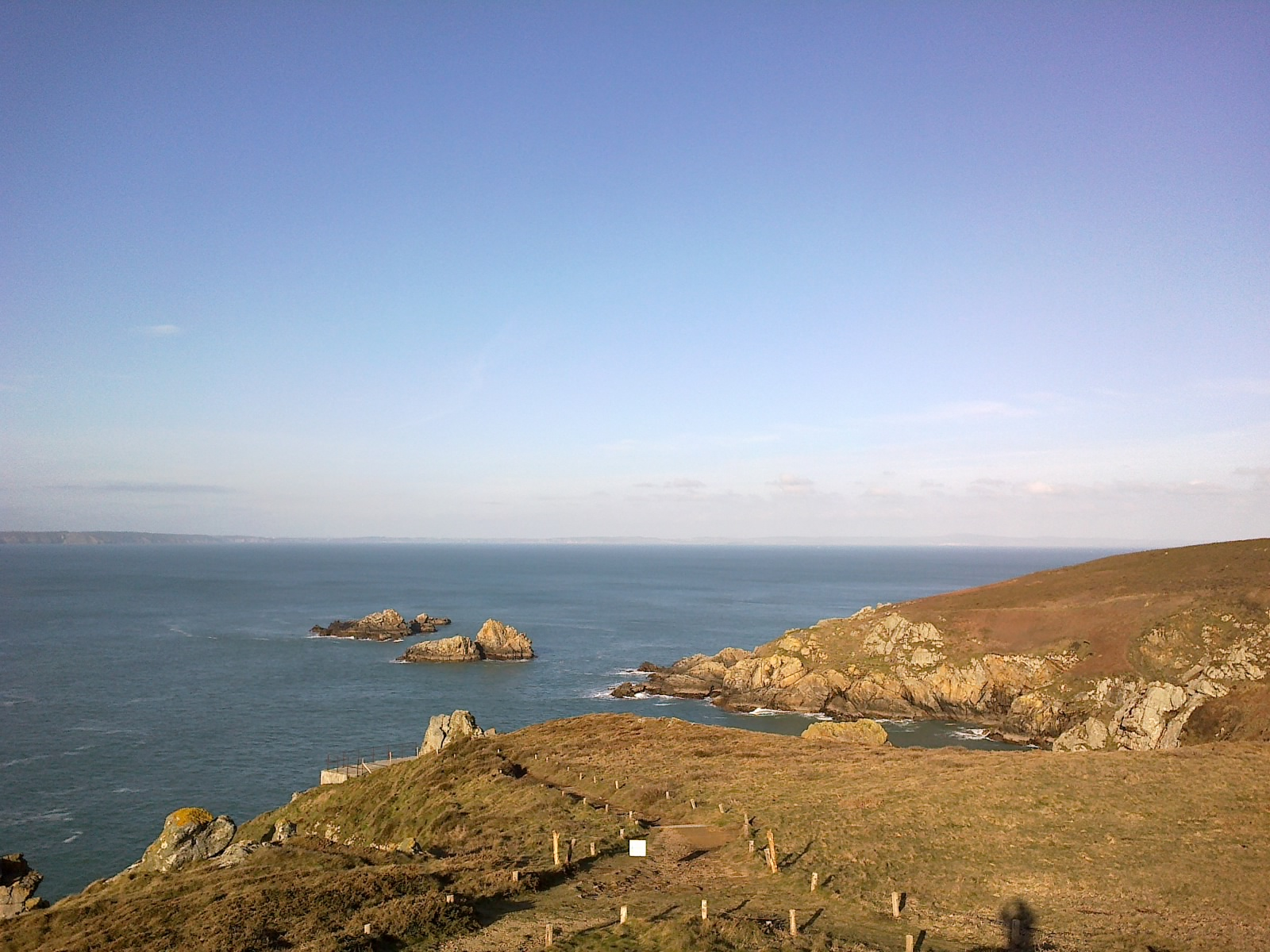
La lande face au rocher de Kastell ar Roc'h (Réserve du Cap-Sizun à Goulien).
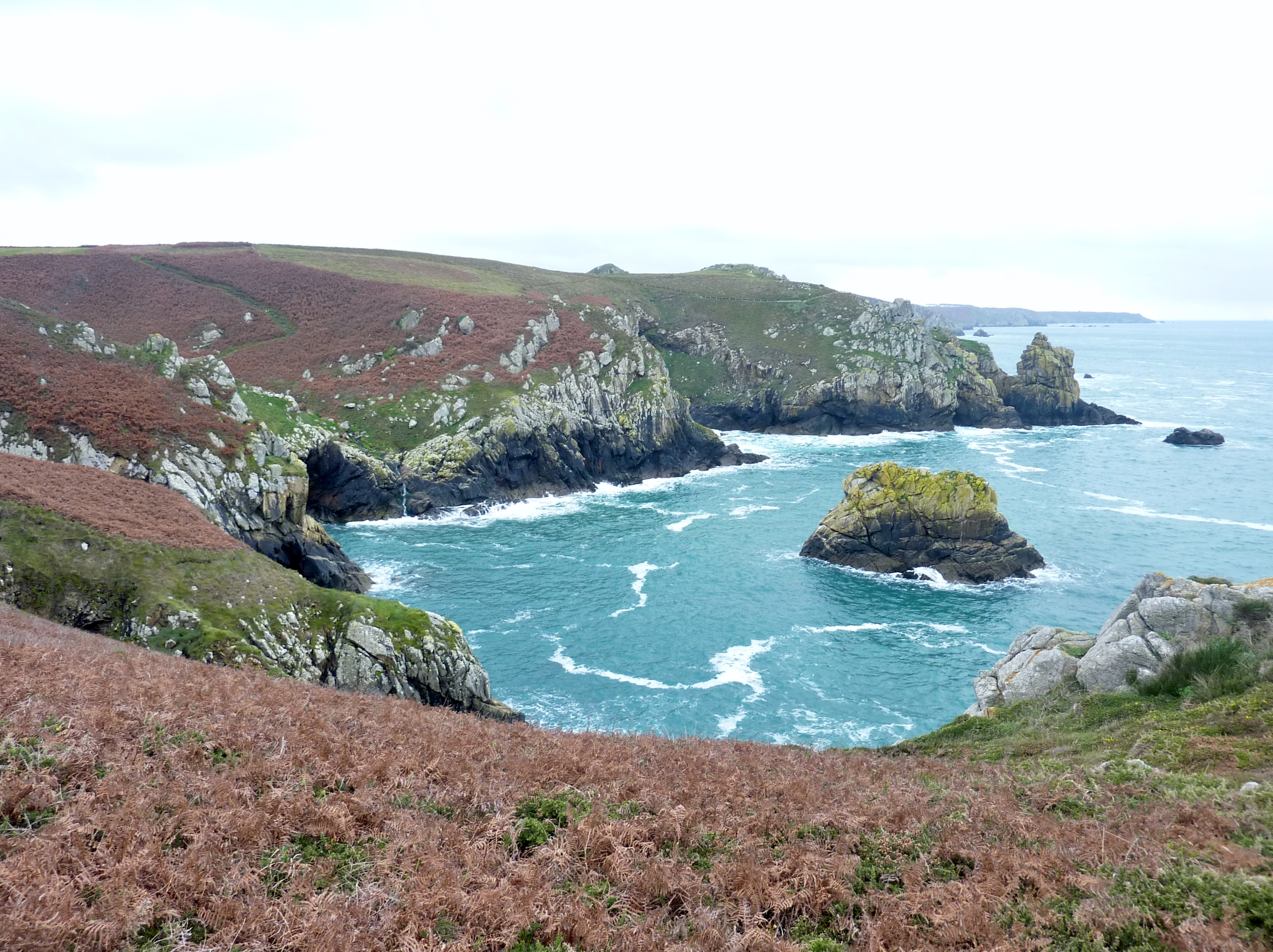
Îlot rocheux et falaises au débouché du vallon du ruisseau de Kergulan (limite communale entre Goulien et Beuzec-Cap-Sizun) ; à l'arrière-plan la Réserve du Cap-Sizun.
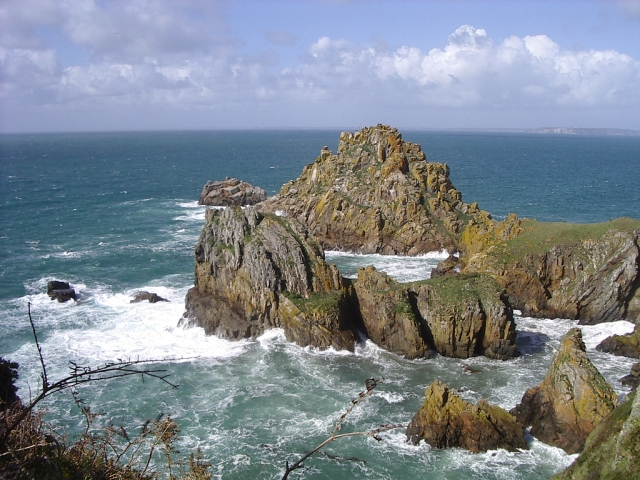
L'îlot du Milinou Braz (Goulien).
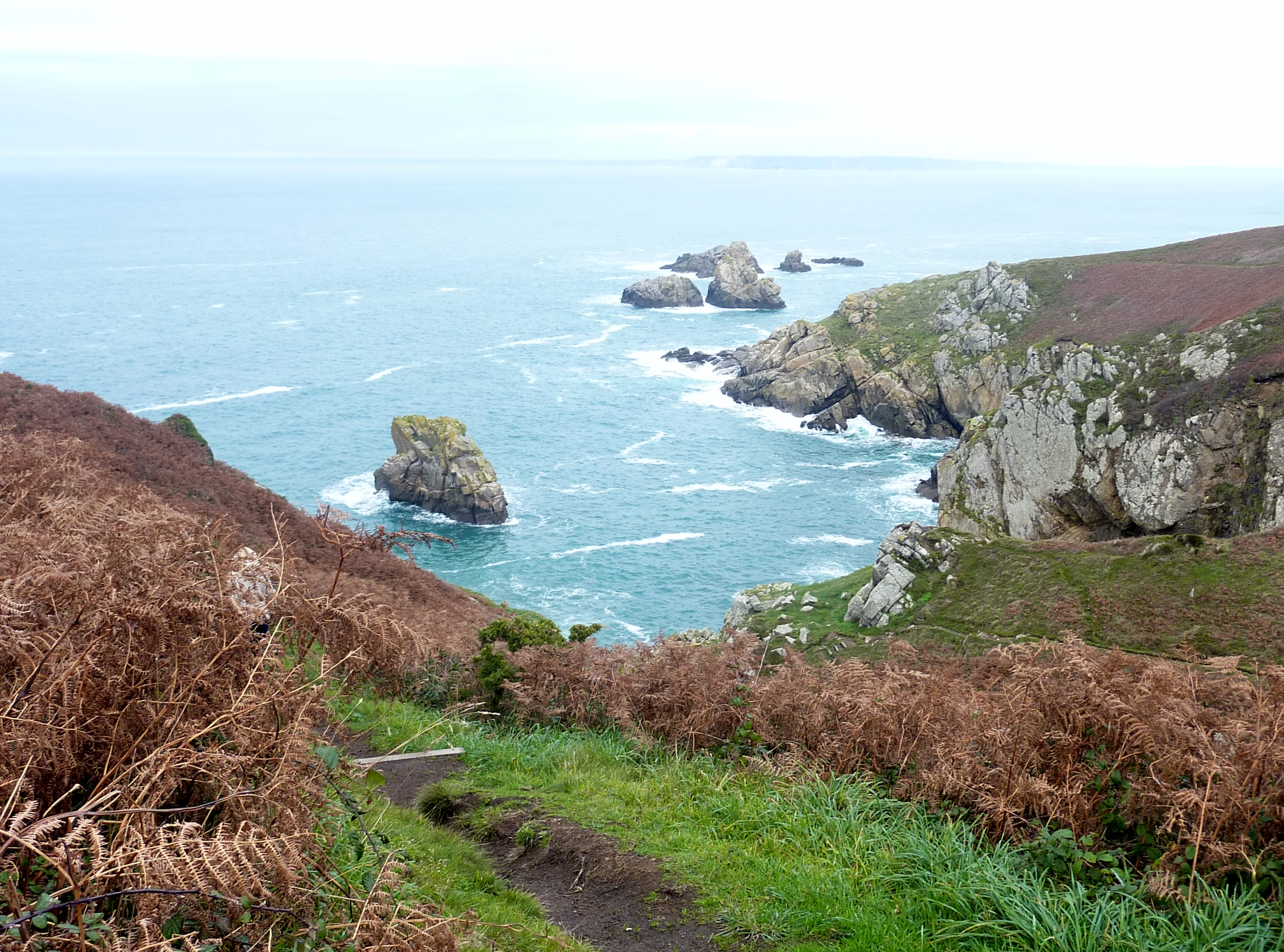
Le vallon très encaissé et la crique du ruisseau de Kergulan (limite entre les communes de Goulien et de Beuzec-Cap-Sizun) ; au large le rocher du Danou.

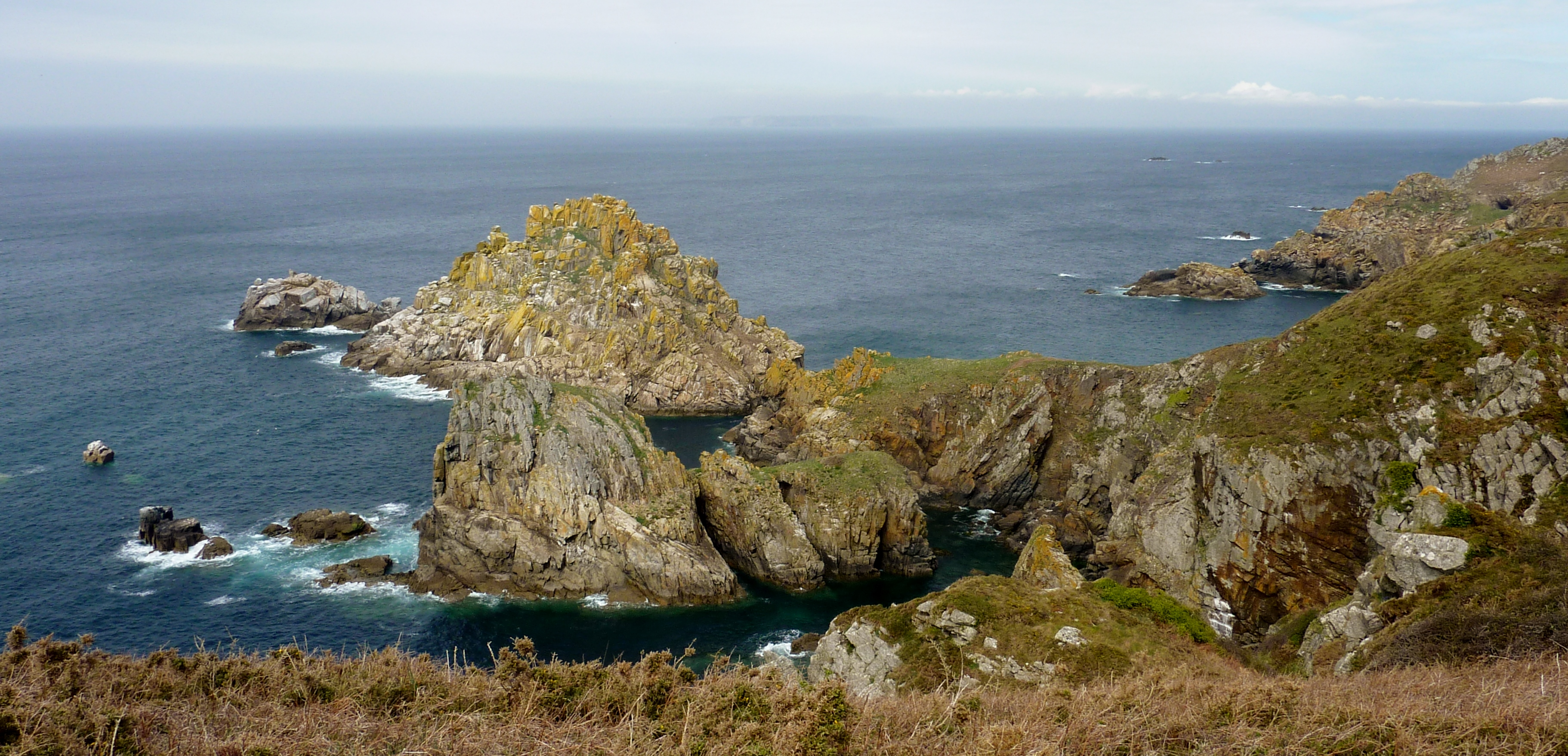
Les falaises entre le ruisseau de Kerisit et la limite de Cléden-Cap-Sizun.
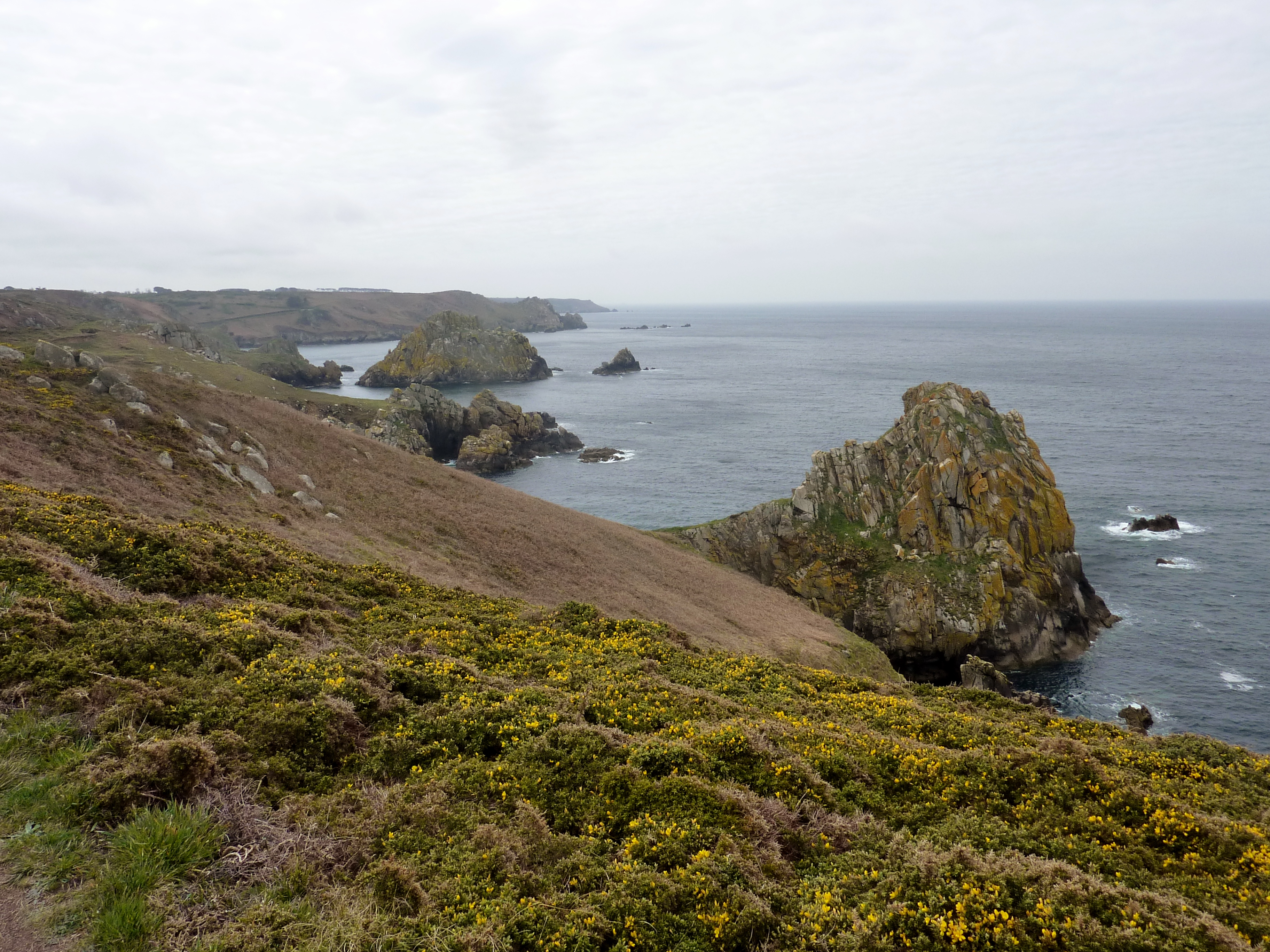
Les falaises entre Ménez Kermaden et la Pointe de Penharn, qui est visible à l'arrière-plan (celle-ci se trouve dans la commune de Cléden-Cap-Sizun).
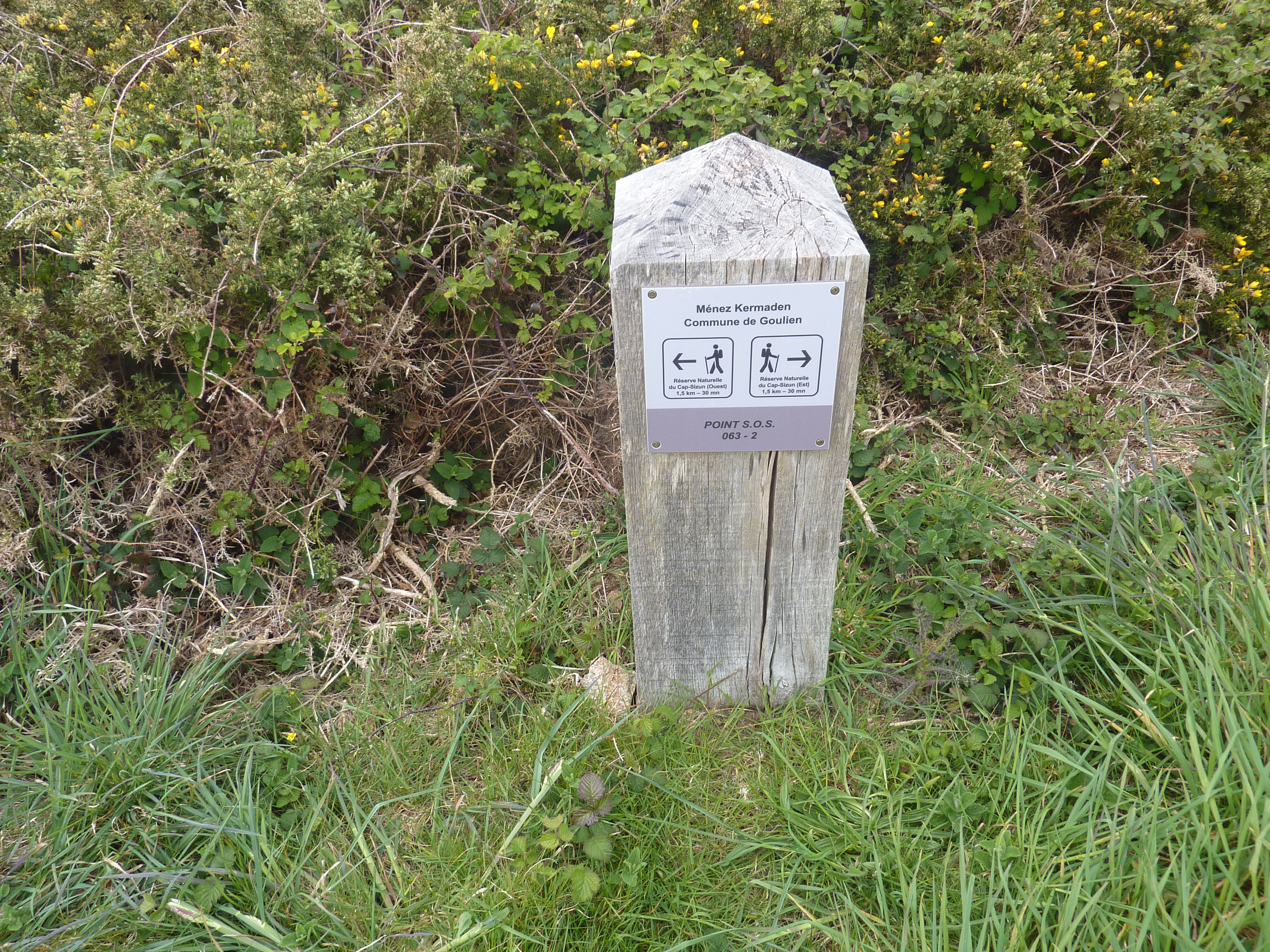
Borne du GR 34 entre Ménez Kermaden et la Pointe de Penharn.
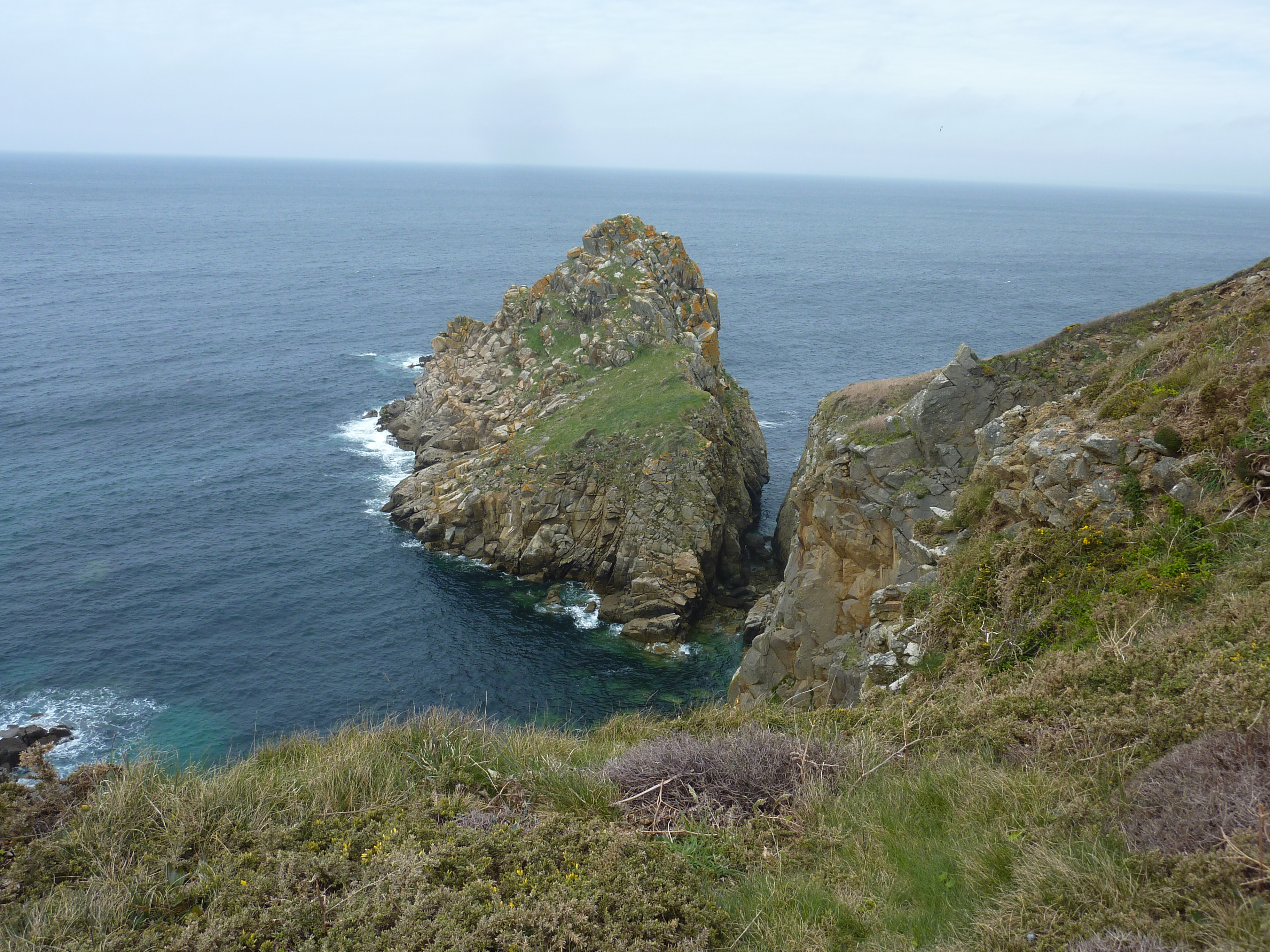
Îlot rocheux entre Ménez Kermaden et la Pointe de Penharn 1.
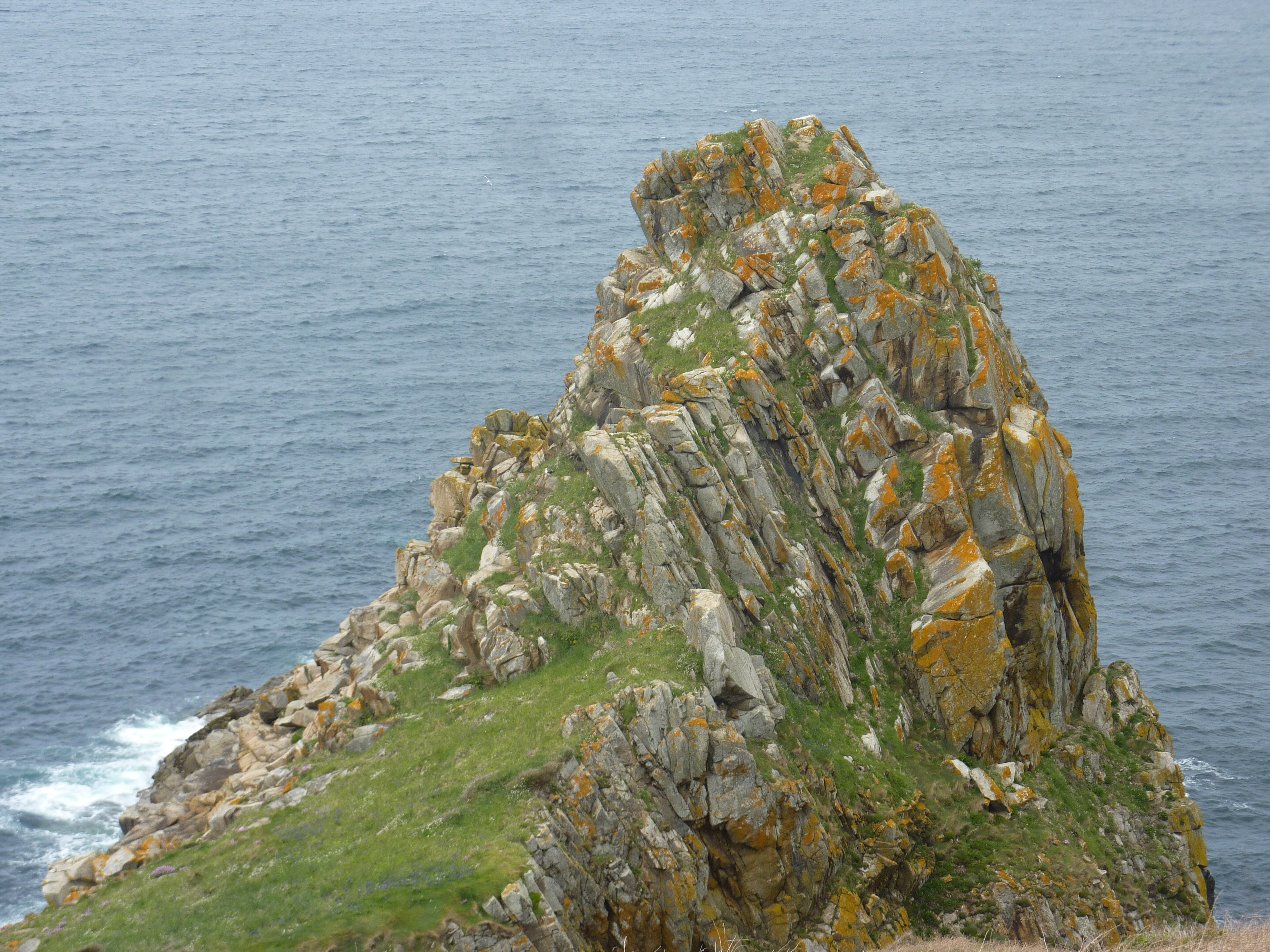
Îlot rocheux entre Ménez Kermaden et la Pointe de Penharn 2.
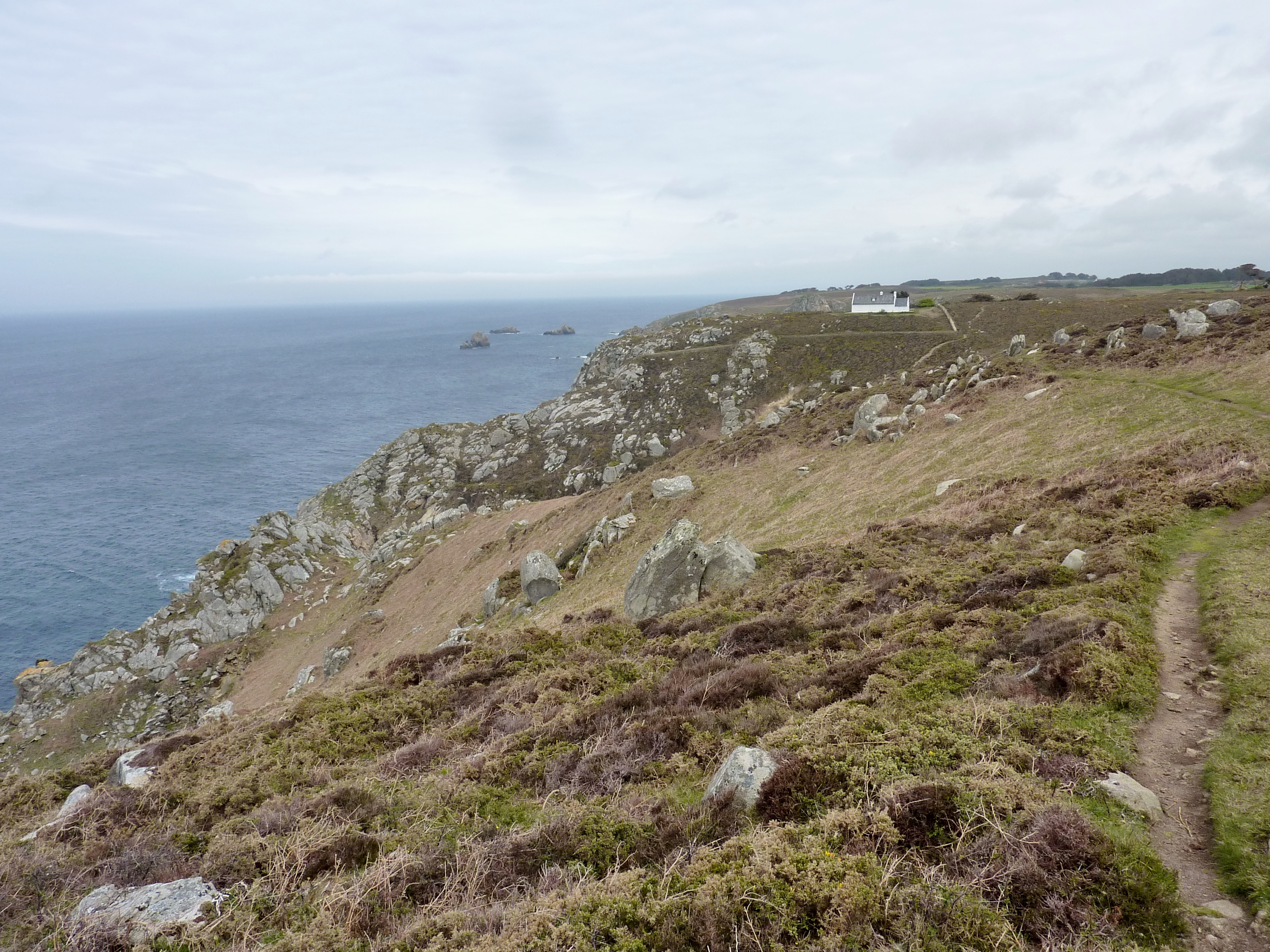
Le GR 34 et les falaises à l'ouest de « Ti Félix ».
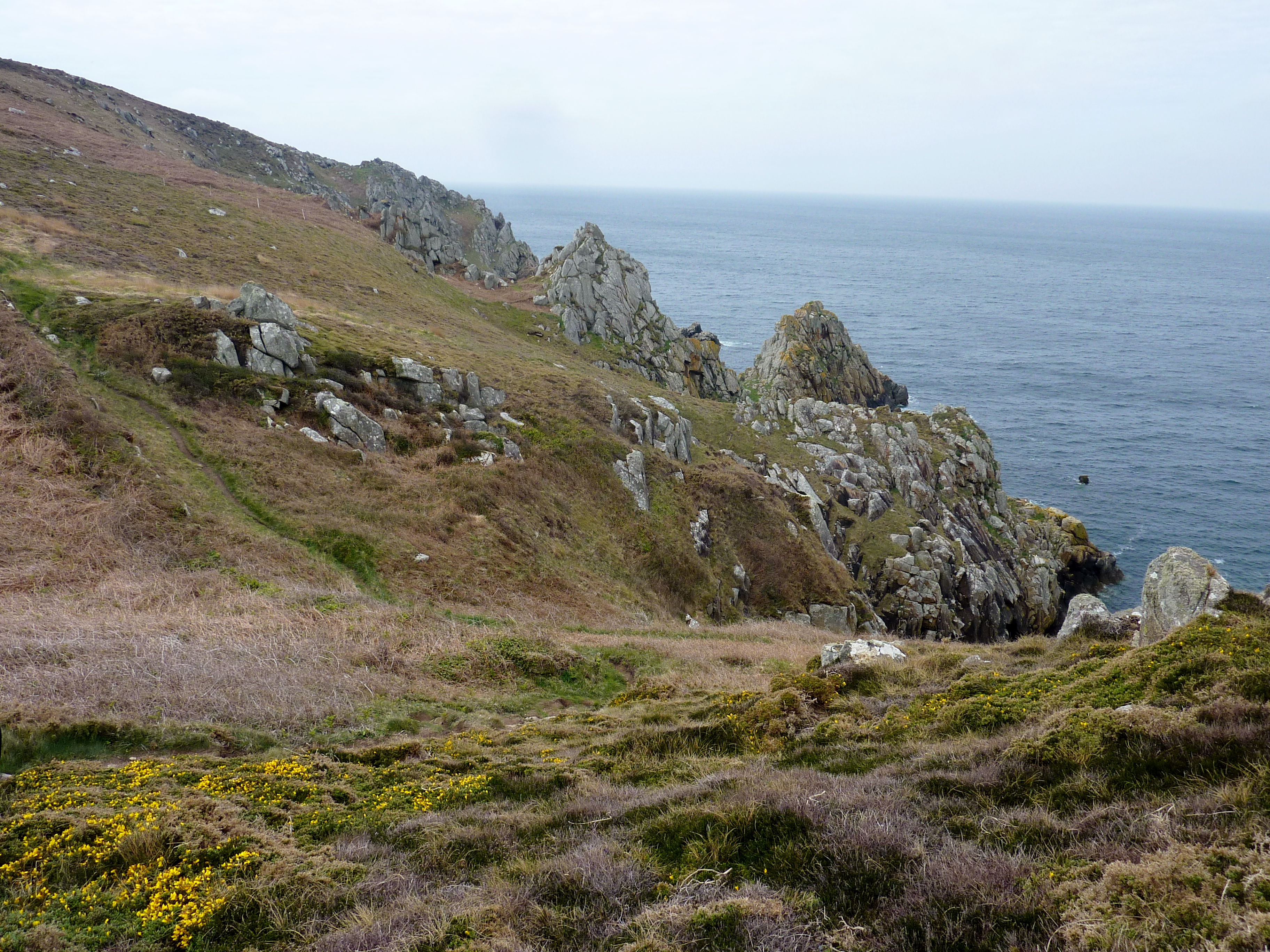
Lande et falaises près de « Ti Félix ».
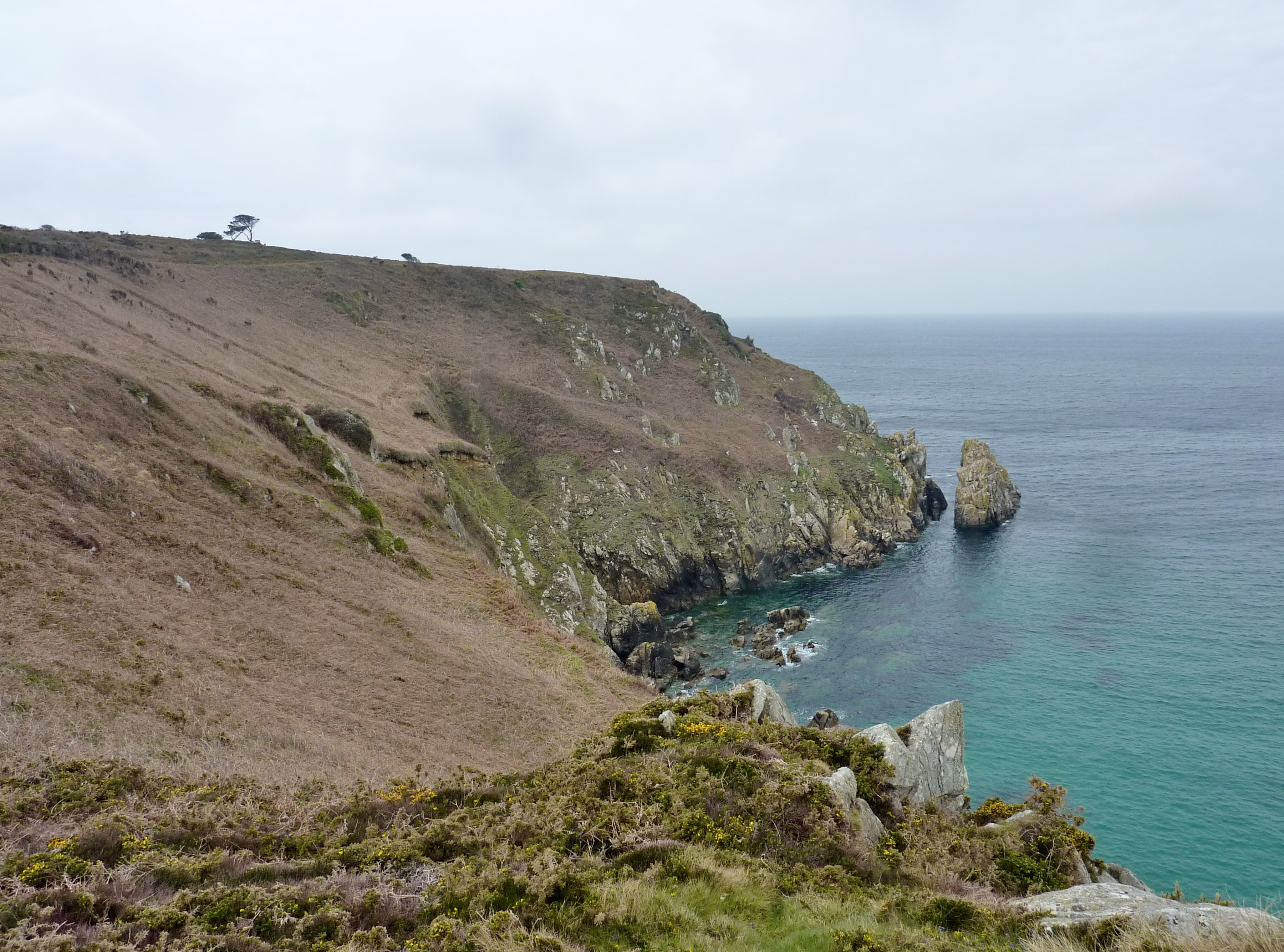
Les falaises entre le vallon de Kerisit et « Ti Félix » 1.
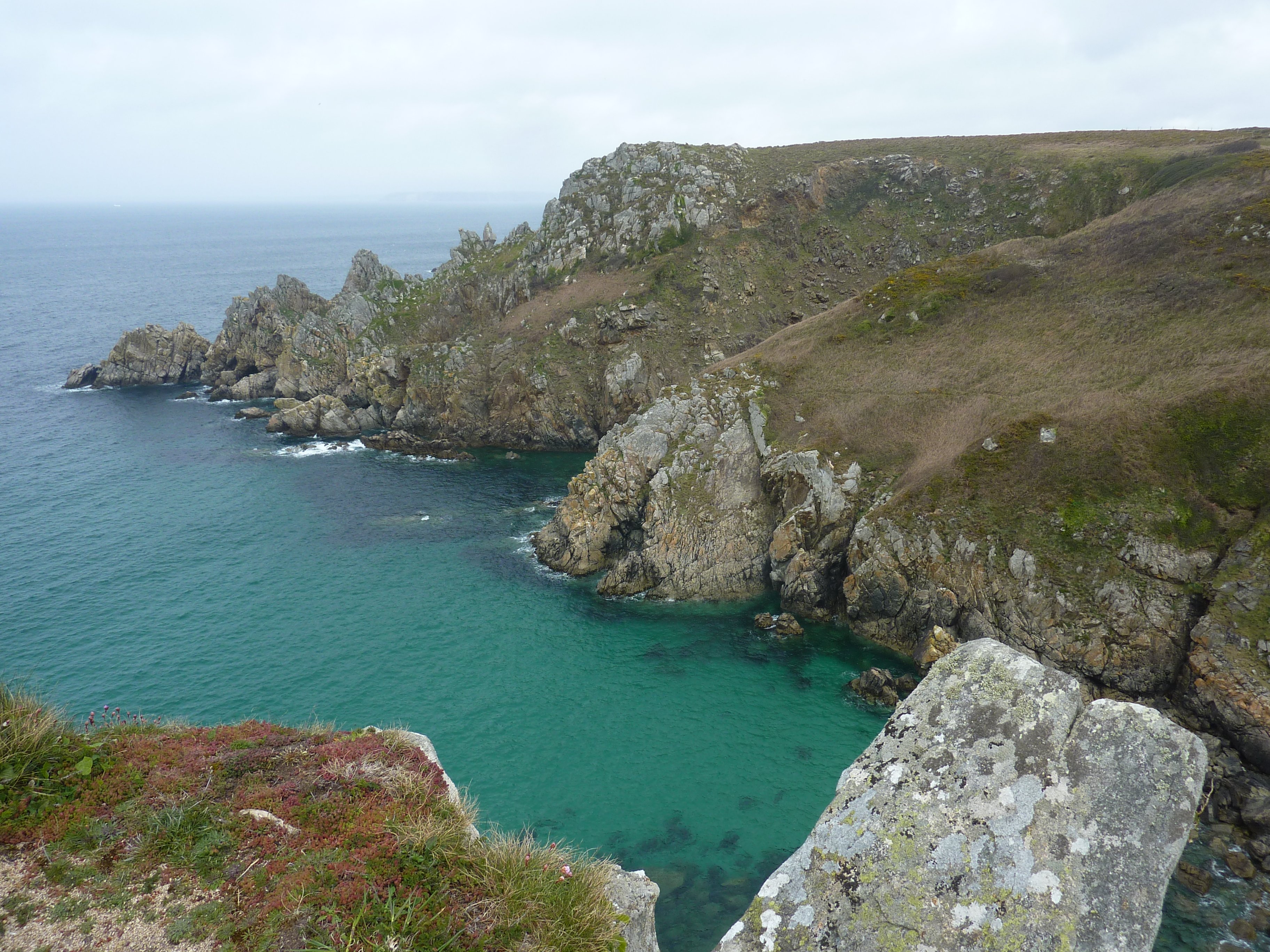
Les falaises entre le vallon de Kerisit et « Ti Félix » 2.
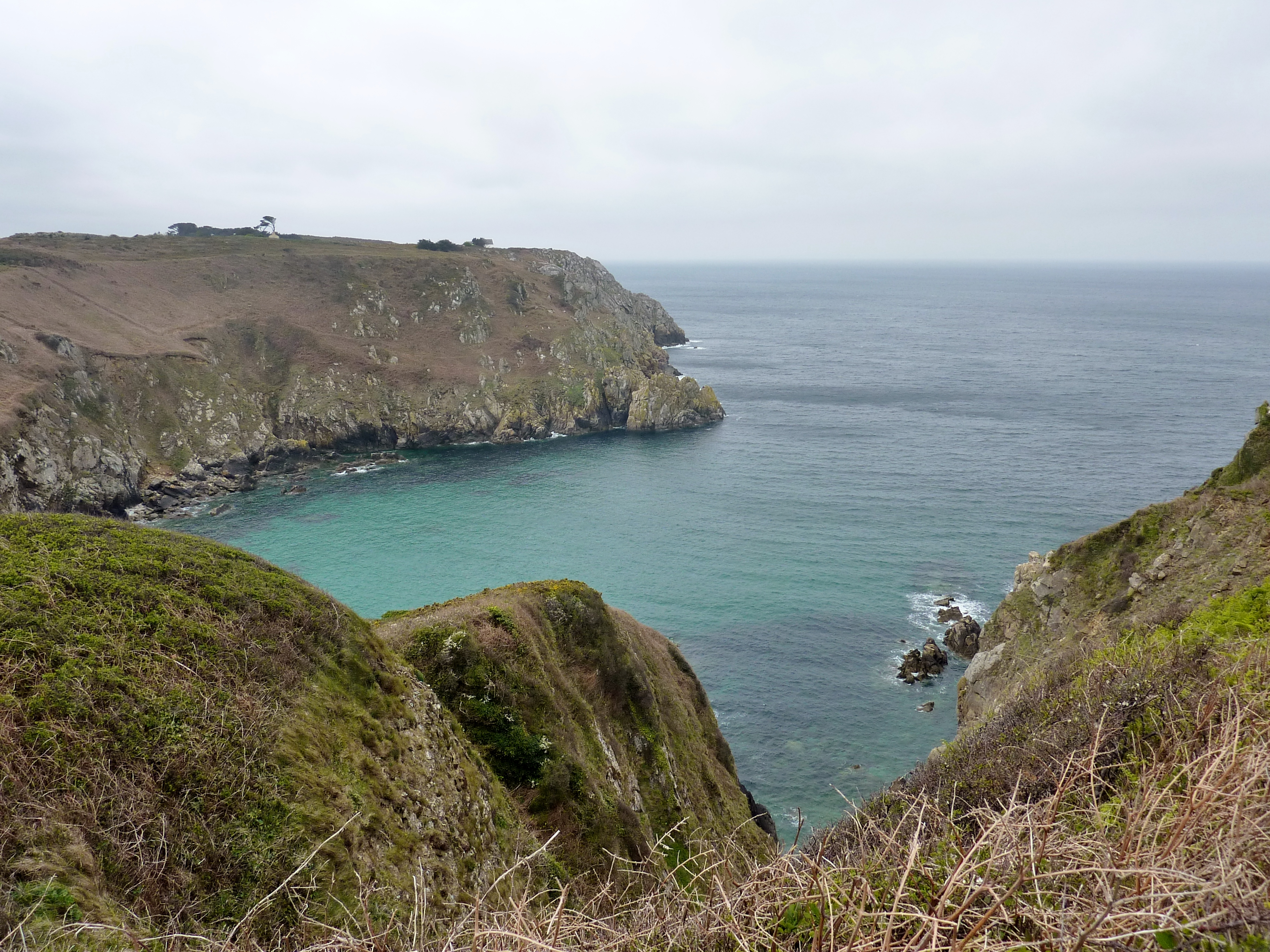
Les falaises entre le vallon de Kerisit et « Ti Félix » 3.

En raison de ce littoral peu hospitalier, la commune tourne traditionnellement le dos à la mer : le bourg est situé dans l'intérieur des terres, à nette distance de la côte, sur le plateau à près de 80 mètres d'altitude et est à l'écart de la voie principale de circulation formée par la route départementale no 7 qui va de Douarnenez à la Pointe du Van (le bourg est desservi par la route départementale no 43 qui vient depuis l'est de Pont-Croix et se dirige vers l'ouest vers le bourg de Cléden-Cap-Sizun) ; le bourg de Goulien est de faible importance, l'habitat étant traditionnellement dispersé en de nombreux écarts formés de hameaux et de fermes isolées.
Le relief est constitué principalement d'un plateau dont l'altitude maximale est de 90 mètres (le long de la D 7, à proximité du parc éolien), lequel est toutefois échancré par quelques vallons où coulent des ruisseaux de faible importance qui se dirigent soit vers le sud (le principal, qui prend sa source au sud du hameau de Kerennou, sert de limite sud à la commune, la séparant de Pont-Croix et Primelin et coule ensuite vers l'ouest, se jetant dans l'océan Atlantique au niveau de la baie des Trépassés), soit, au nord de la ligne de partage des eaux qui coïncide à peu près avec le tracé de la route départementale no 7, vers le nord pour se jeter dans la baie de Douarnenez : ceux-là n'ont qu'un cours très bref (par exemple le ruisseau de Porlorec qui sert pour partie de limite communale avec Cléden-Cap-Sizun et le ruisseau d'Ar Valc'h, qui sert de limite communale avec Beuzec-Cap-Sizun), mais à pente forte et leurs vallons sont très encaissés dans leur partie aval, contribuant à accidenter un littoral formé par ailleurs de falaises élevées.

### Hydrographie
Pour un article plus général, voir Réseau hydrographique du Finistère.
La commune est située dans le bassin Loire-Bretagne. Elle est drainée par divers petits cours d'eau,.

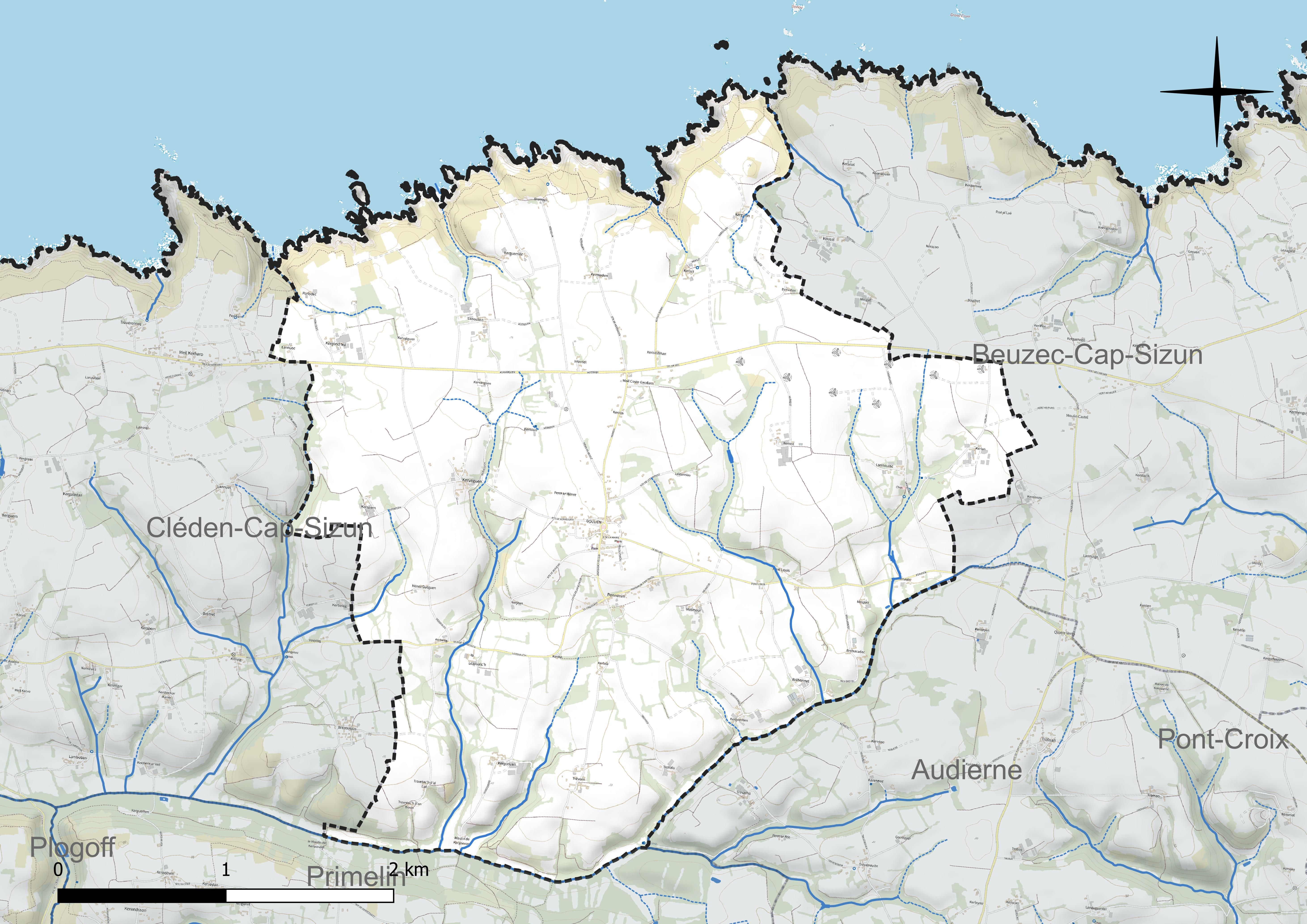
Réseau hydrographique de Goulien.

### Climat
Pour des articles plus généraux, voir Climat de la Bretagne et Climat du Finistère.
En 2010, le climat de la commune est de type climat océanique franc, selon une étude du CNRS s'appuyant sur une série de données couvrant la période 1971-2000. En 2020, Météo-France publie une typologie des climats de la France métropolitaine dans laquelle la commune est exposée à un climat océanique et est dans la région climatique  Bretagne orientale et méridionale, Pays nantais, Vendée, caractérisée par une faible pluviométrie en été et une bonne insolation. Parallèlement l'observatoire de l'environnement en Bretagne publie en 2020 un zonage climatique de la région Bretagne, s'appuyant sur des données de Météo-France de 2009. La commune est, selon ce zonage, dans la zone « Littoral », exposée à un climat venté, avec des étés frais mais doux en hiver et des pluies moyennes.  
Pour la période 1971-2000, la température annuelle moyenne est de 11,5 °C, avec  une amplitude thermique annuelle de 10,4 °C. Le cumul annuel moyen de précipitations est de 977 mm, avec 16,2 jours de précipitations en janvier et 7,5 jours en juillet. Pour la période 1991-2020, la température moyenne annuelle observée sur la station météorologique la plus proche, située sur la commune de Lanvéoc à 27 km à vol d'oiseau, est de 12,2 °C et le cumul annuel moyen de précipitations est de 1 030,1 mm,. Pour l'avenir, les paramètres climatiques de la commune estimés pour 2050 selon différents scénarios d'émission de gaz à effet de serre sont consultables sur un site dédié publié par Météo-France en novembre 2022.

## Urbanisme

### Typologie
Au 1er janvier 2024, Goulien est catégorisée commune rurale à habitat très dispersé, selon la nouvelle grille communale de densité à 7 niveaux définie par l'Insee en 2022.
Elle est située hors unité urbaine et hors attraction des villes,.
La commune, bordée par la mer d'Iroise, est également une commune littorale au sens de la loi du 3 janvier 1986, dite loi littoral. Des dispositions spécifiques d'urbanisme s'y appliquent dès lors afin de préserver les espaces naturels, les sites, les paysages et l'équilibre écologique du littoral, tel le principe d'inconstructibilité, en dehors des espaces urbanisés, sur la bande littorale des 100 mètres, ou plus si le plan local d'urbanisme le prévoit.

### Occupation des sols
L'occupation des sols de la commune, telle qu'elle ressort de la base de données européenne d'occupation biophysique des sols Corine Land Cover (CLC), est marquée par l'importance des territoires agricoles (89,7 % en 2018), une proportion identique à celle de 1990 (89,7 %). La répartition détaillée en 2018 est la suivante : 
zones agricoles hétérogènes (62,1 %), terres arables (25 %), milieux à végétation arbustive et/ou herbacée (6,2 %), prairies (2,6 %), forêts (2,5 %), eaux maritimes (1 %), zones urbanisées (0,6 %). L'évolution de l'occupation des sols de la commune et de ses infrastructures peut être observée sur les différentes représentations cartographiques du territoire : la carte de Cassini (XVIIIe siècle), la carte d'état-major (1820-1866) et les cartes ou photos aériennes de l'IGN pour la période actuelle (1950 à aujourd'hui).

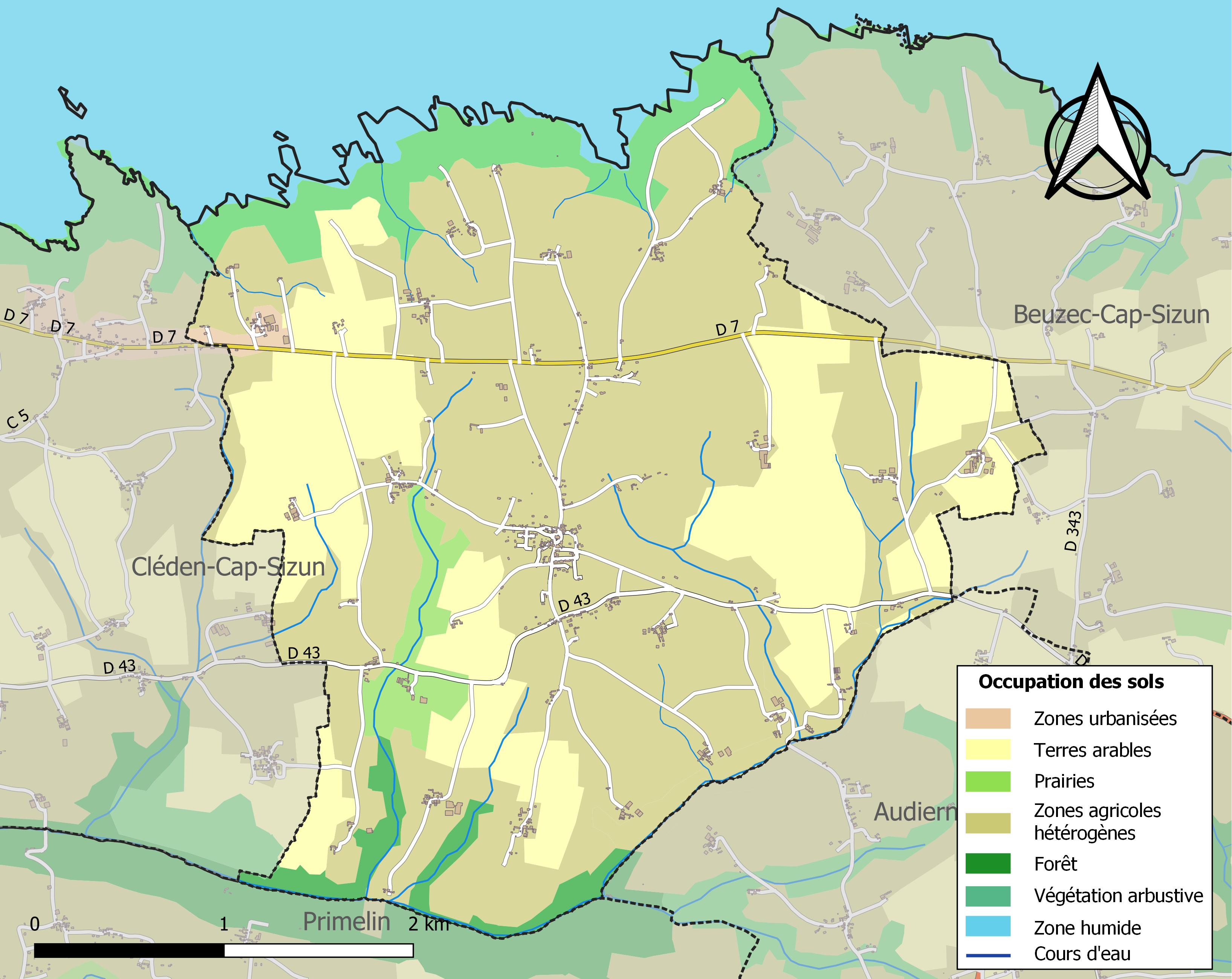
Carte des infrastructures et de l'occupation des sols de la commune en 2018 (CLC).

## Toponymie

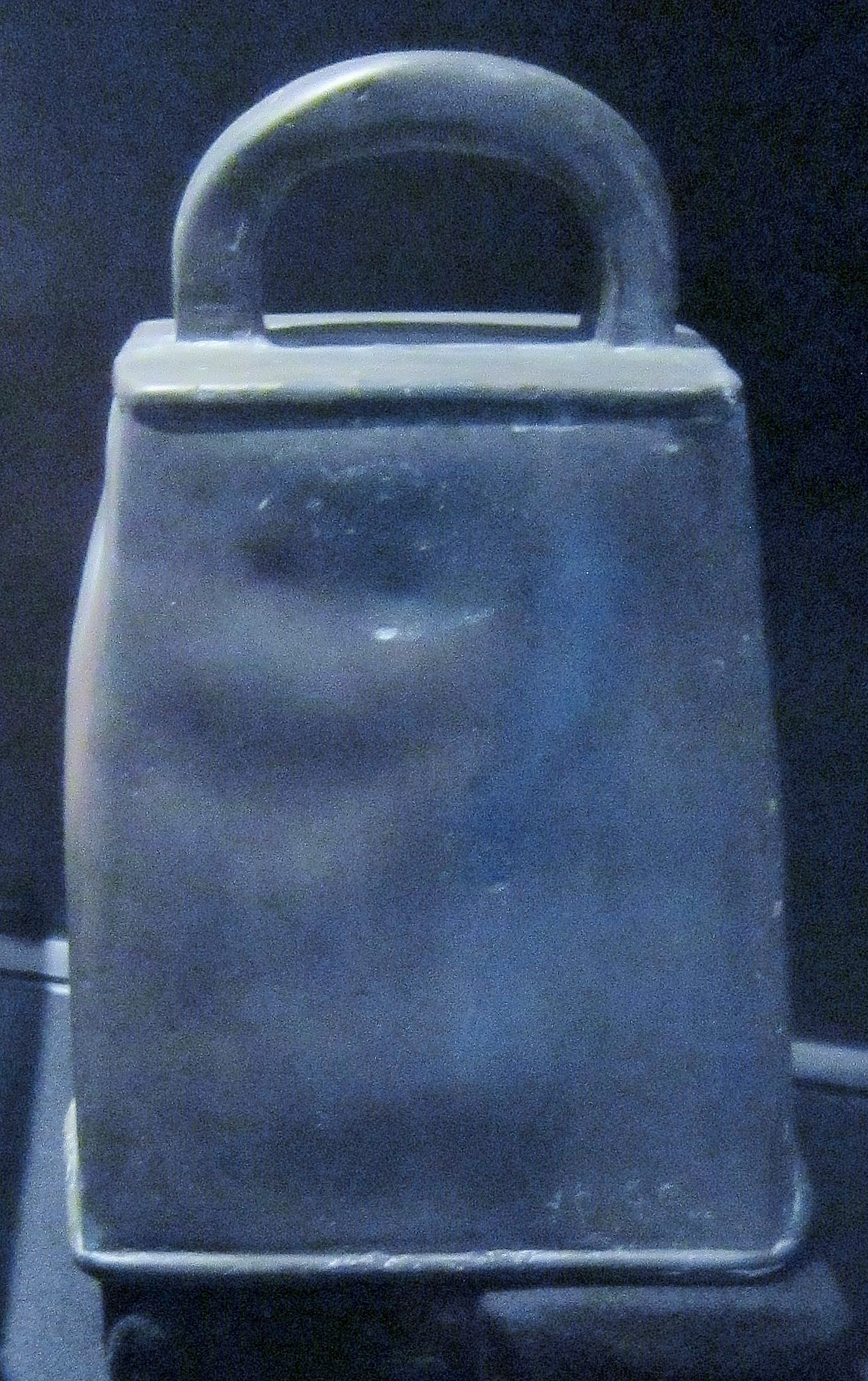
La cloche à main dite de saint Goulven (datant du haut Moyen Âge) qui se trouve dans l'église Saint-Goulven de Goulien.

Le nom de la localité est attesté sous les  formes Golthuen en 1192 et 1202, Golchuen  en 1267, Goulchen en 1364, 1368, 1426 et 1536, Goulhien en 1540  et Goulien en 1623.
Le nom « Goulien » vient peut-être de saint Goulven, mais selon les chanoines Peyron et Abgrall un acte de la fin du XIIIe siècle du cartulaire de Quimper cite le nom d'un chapelain du nom de Golthuen ou Golchuen, qui serait le nom du patron de la paroisse.
La toponymie des lieux-dits de Goulien a fait l'objet d'une étude de Jean-Yves Monnat : par exemple Kanape signifie « chanvre » en breton (il existait autrefois des mares à rouir le chanvre dans la vallée du ruisseau de Kanape) ; Porz an Halenn signifie la « crique du sel » car on y récoltait autrefois un peu de sel dans de petites flaques asséchées.

## Histoire

### Préhistoire
Un tumulus, situé au sud-ouest du village de Kerlan, haut de 2 mètres et mesurant dix mètres de diamètre, contenait des fragments de poteries, notamment des tessons d'amphores, des fragments de bois pourris et des clous en fer, une urne cinéraire à deux anses, plusieurs objets en bronze, le tout mêlé à des cendres abondantes. Il s'agit là de la sépulture par incinération d'une femme qui date de l'époque romaine ; ce type de sépulture sous tumulus n'était pas une coutume romaine, il s'agit probablement d'une tombe indigène qui mêle des objets usuels des romains à la persistance de rites funéraires plus anciens.
Un menhir retaillé en stèle gaulois se trouve en tra fontaine et le calcaire de Lannourec, à l'extérieur de l'enclos de la chapelle Saint-Laurent. L'ensemble est classé aux Monuments Historiques.
Trois stèles datées de La Tène ancienne (époque gauloise), à l'origine des stèles funéraires liées à des tombes à incinération, se trouvent dans l'enclos paroissial, au pied de l'église saint-Goulven : la plus haute (2,80 mètres), à section circulaire, est cannelée (un creux à son sommet laisse supposer qu'une croix fut un temps placée à son sommet) ; la seconde, haute de 1,70 mètre, est à section quadrangulaire : une troisième, de section carrée, a un mètre de hauteur.

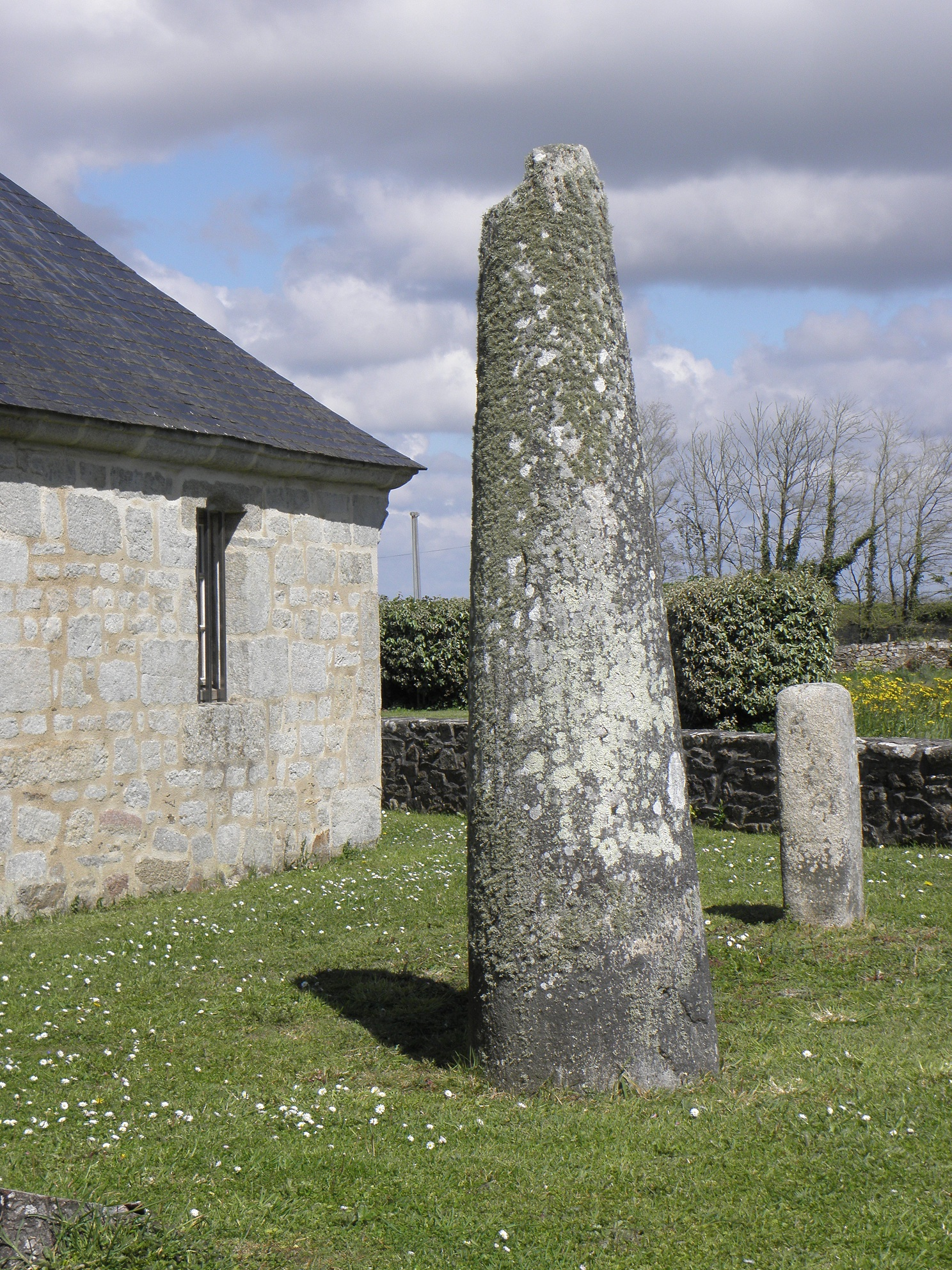
Les stèles dans l'enclos paroissial de Goulien.
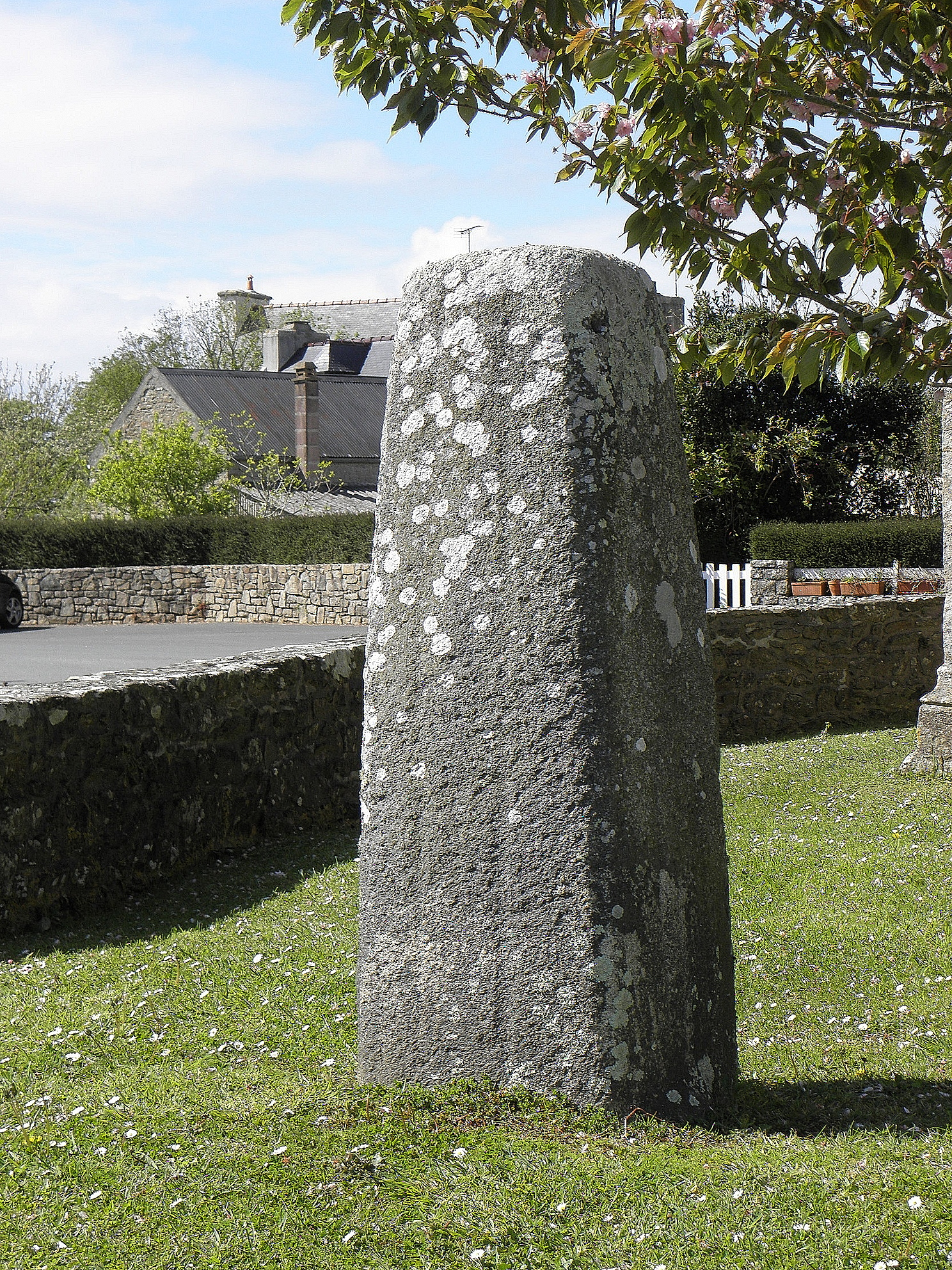
Une des stèles de l'enclos paroissial de Goulien.
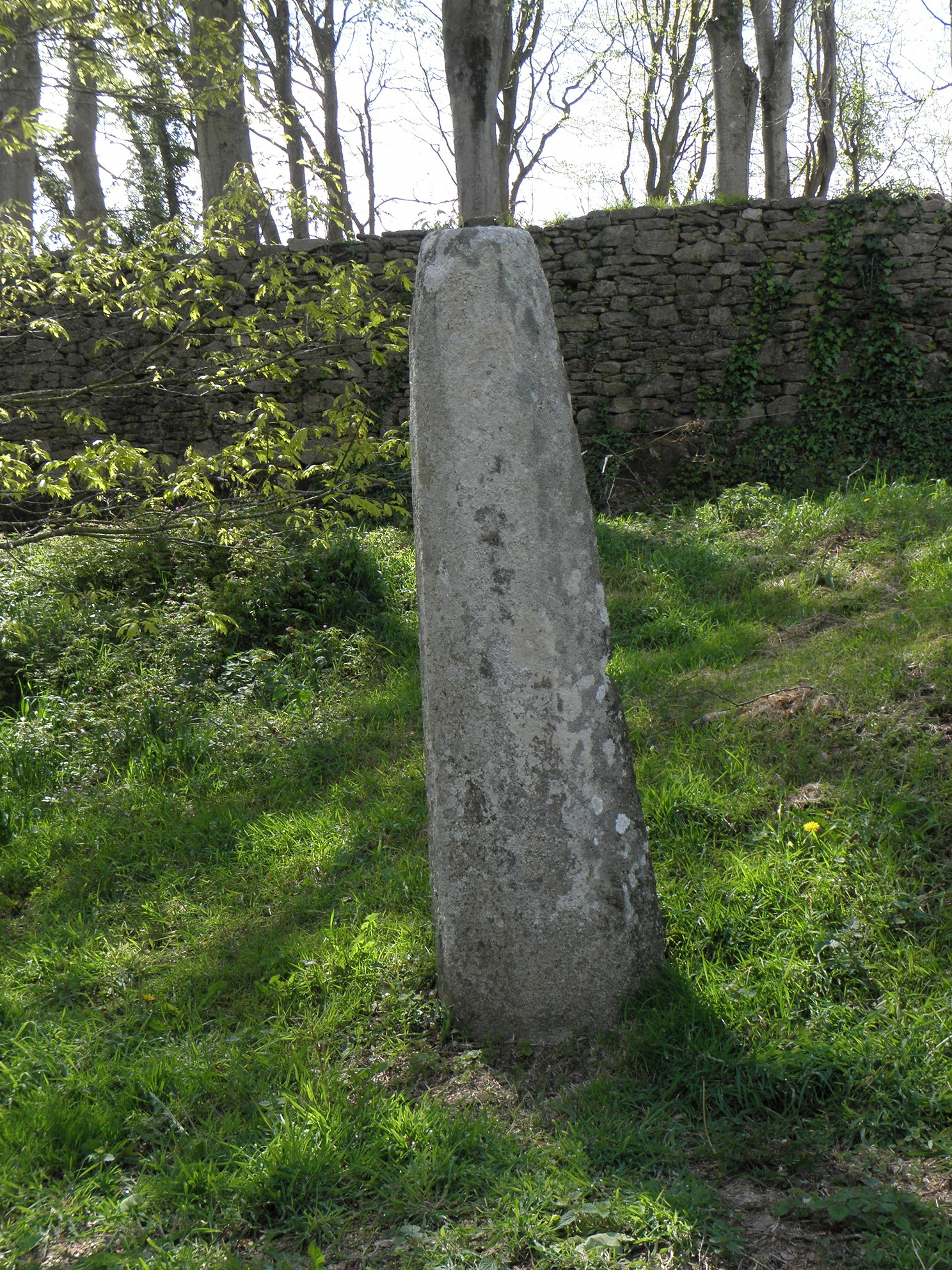
Stèle de l'âge du fer près de la chapelle Saint-Laurent à Lannourec.
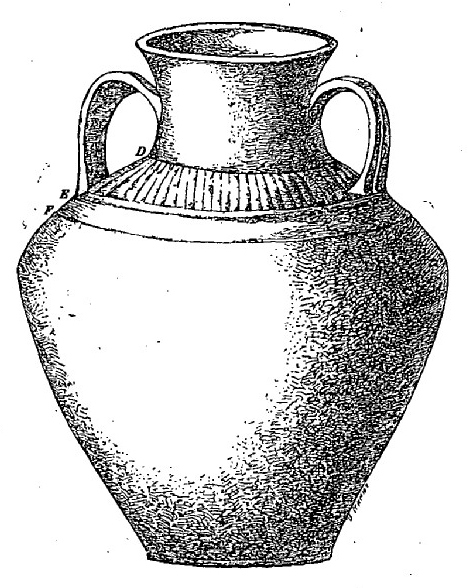
Urne cinéraire trouvée dans le tumulus de Kerlan (dessin de Paul du Châtellier).

Un groupe de 4 menhirs, accompagnés d'un dolmen, qui étaient probablement les restes d'un alignement mégalithique plus important, est cité à deux kilomètres au sud de Goulien, « assez près d'un moulin à vent », en 1875.

### Antiquité
Les traces d'un chemin romain, appelé hent-ahès ["chemin d'Ahès"], de soixante-dix pieds de largeur, en pierres de taille, qui se continue jusqu'à la Baie des Trépassés, sont visibles à Goulien. Paul du Châtellier décrit en ces termes cette voie romaine en 1886 :

« Le moulin à vent du Châtel, entre Beuzec et Goulien,(...) est tout au bord de la voie romaine qui allait de Carhaix au village du Troguer. (...) [Le] meunier du Châtel (...) a trouvé une urne pleine de moyens bronzes romains qui ont été dispersés. Laissant le moulin à notre gauche, nous nous engageons en char-à-bancs sur la voie romaine qui, si elle n'est pas très viable, est cependant encore praticable sur un parcours de plusieurs kilomètres. Cette voie est bien connue des habitants du pays qui l'appellent an-end-Meur. Au nord du bourg de Goulien, à deux cents mètres avant d'arriver d'arriver au moulin à vent de Goalarn, nous remarquons (...) une lourde borne miliaire. (...) Continuant à suivre le tracé de cette ancienne voie, nous passons au nord-est du bourg de Cléden, près du moulin de Kerharo, ne pouvant nous empêcher de remarquer que les moulins du Châtel, de Goalarn et de Kerharo sont là, aujourd'hui, comme des jalons placés le long de l'antique chemin. Enfin nous arrivons au village de Théolen (nom breton qui veut dire tuiles, le village des tuiles). C'est le point extrême de cette voie qui allait aboutir au village de Troguer ; à partir de là, on en perd la trace aujourd'hui. (...) Troguer a du être longtemps occupé par les conquérants [romains] (...), nous avons vu dans plusieurs parcelles des restes de murs romains, (...) ayant encore de 1,50 à 2 mètres au-dessus du sol. (...) [Au centre du bourg de Goulien], nous y trouvons un camp avec retranchements de terre, à angles arrondis, de 3 mètres de large, ayant 3,50 mètres de hauteur à l'extérieur et 2,50 mètres à l'intérieur de l'enceinte. Ce camp était à deux cents mètres au sud de la voie romaine (...). Il était le dernier poste militaire le long de son tracé avant d'arriver à Troguer »

### Moyen Âge
Selon Miorcec de Kerdanet, les ruines d'un monastère fondé par Azénor ainsi qu'une fontaine Sainte-Azénor se voyaient jadis entre le bourg de Goulien et la chapelle de Lannourec.
Le manoir de Lezoualc'h, demeure des seigneurs de Lezoualc'h, se situe à environ 1 km du bourg de Goulien, sur la route de Cléden-Cap-Sizun. La seigneurie de Lezoualc'h appartenait à la famille Autret, dont le membre le plus ancien connu fut Juquel Autret, archer en brigandine à la montre de 1481, receveur des fouages de Pont-Croix entre 1415 et 1457. Ce manoir fut pillé en 1595 par Guy Éder de La Fontenelle et Guy Autret de Missirien y naquit en 1599 (son frère aîné continuant à habiter dans ce manoir, il alla habiter le manoir de Lézergué en Ergué-Gabéric). En 1913, le manoir de Lezoualc'h est ainsi décrit : « Une haute muraille, toute couverte de lierres, en grande partie écroulée, cerne le domaine le long du chemin. Un portail au cintre surbaissé donne accès à la cour intérieure, inégale, au pavage défait. À gauche s'élève le bâtiment principal, édifice du XVIe siècle, composé d'un grand corps de logis à deux étages, surmonté d'un toit aigu. L'intérieur n'offre rien de remarquable, sauf un grand escalier en pierre de taille et la monumentale cheminée du rez-de-chaussée ». Ce manoir fut le berceau de la famille Autret, déjà attestée comme noble dans le registre de réformation de la noblesse de 1426.
Le seigneur de Lezoualc'h disposait d'un « droit de sennage consistant en le septième des merlus, dorades et autres poissons pêchés sur les côtes de Cléden, Plogoff, Goulien et aux environs de l'Île de Sein ». Il jouissait également « au port et rade du Loc'h [en Plogoff et Primelin], de la faculté de prendre une fois l'an, un merlu sur tout "compagnon de bateau" qui déchargeait au dit port ».

### Époque moderne

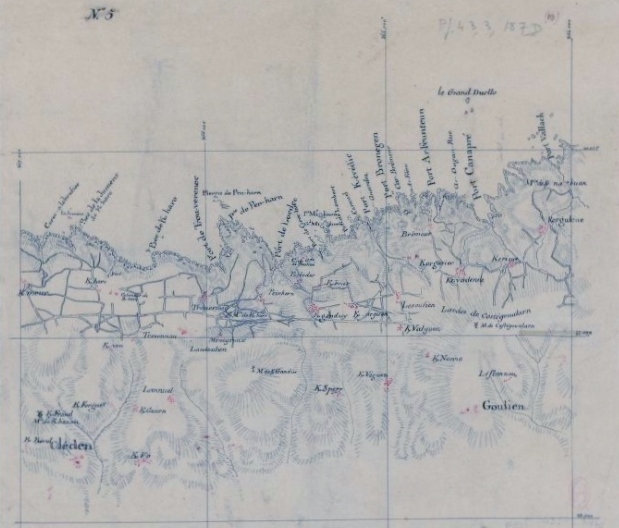
Carte du littoral de Goulien et Cléden à la fin du XVIIIe siècle.

Le prédicateur Julien Maunoir prêcha une mission à Goulien en 1648.
En 1741, une épidémie de dysenterie sévit : « Dans chacune des paroisses de Goulien, Plogoff, Esquibien, Plouinec, Plozévet, Mahelon, Poulan, Beuzet-Cap-Sizun, Pouldergat, Douarnenez, on compte le chiffre énorme de dix à douze morts par jour (...) En 1768, ce sont les paroisses de Primelin Cléden, Goulien, Esquibien et Plogoff qui sont envahies ».
En 1759, une ordonnance de Louis XV ordonne à la paroisse de Goullien [Goulien] de fournir 10 hommes et de payer 65 livres pour « la dépense annuelle de la garde-côte de Bretagne ».
Jean-Baptiste Ogée décrit ainsi Goulien en 1778 :

« Goulien, à sept lieues trois-quarts à l'ouest de Quimper, son Évêché et son ressort ; à quarante-six lieues et demie de Rennes, et à une lieue deux-tiers de Pontcroix, sa subdélégation. Cette paroisse, située dans la presqu'île du Rarz, relève du Roi et compte 600 communiants. La cure est à l'alternative. Son territoire, borné au nord et au sud [faux, pas au sud] par la mer, est très bon et très bien cultivé ; on y voit peu de terres incultes. »

### Révolution française et Premier Empire
La paroisse de Goulien, qui comprenait alors 220 feux, élit deux délégués, Mathieu Kerloch et Yves Urcun, pour la représenter à l'assemblée du tiers-état de la sénéchaussée de Quimper au printemps 1789.
Olivier Le Pape, recteur de Goulien, devint en 1791 le premier maire de la commune.
Clet Quideau, né à Goulien, fut soldat pendant l'Empire, combattant notamment en 1812 en Espagne, et rédigea un journal intitulé par lui « Voyage militaire » ; il revint en 1814 avec le grade de sergent-major à Goulien et il exerça par la suite la profession de cabaretier.

### LeXIXesiècle
A. Marteville et P. Varin, continuateurs d'Ogée, décrivent ainsi Goulien en 1843 :

« Goulien (sous l'invocation de saint Goulven ou Golhen, évêque de Léon ; en breton, dans ce pays, saint Goulien) ; commune formée par l'ancienne paroisse du même nom, aujourd'hui succursale. (...). Principaux villages : Kerguend'hui, Lezoulein, Kerizit, Kervéguen, Trohalu, Bréhonet, Bréharadec. Maison rarquable : manoir de Lezoualc'h. Superficie totale 1 279 hectares dont (...) terres labourables 618 ha, prés et pâtures 81 ha, bois 11 ha, vergers et jardins 19 ha, landes et incultes 506 ha (...). Moulins : 9 ( de Kerbeulec, de Kervongan, de Cotegoalarn, à vent ; de Kervoën, de Bréhonnet, de Kervongan, à eau). Il y a, outre l'église, la chapelle de Saint-Laurent. Celle-ci et l'église ont chacune leur pardon, qui dure un jour.  Il y a près de Goulien un menhir ayant environ 5  m de hauteur. L'agriculture emploie le goémon ; il coûte 4 fr 50 centimes la charretée, sur place. Chaque année cette commune exporte deux cents à deux cent cinquante hectolitres de blé dans les communes voisines. On fait aussi quelques élèves de bestiaux ; mais depuis quelques années on a augmenté sensiblement l'élève des chevaux. Ogée se trompe en parlant du petit nombre des terres incultes, puisqu'aujoud'hui il y a encore en cet état près de la moitié de la commune. Géologie : au nord de la commune, constitution granitique ; à l'est micaschiste. On parle le breton. »

L'épidémie de choléra de 1849 fit deux morts à Goulien.
Une station d'étalons postiers est créée à Goulien en 1877.
Un rapport du Conseil général du Finistère indique en août 1880 que Goulien fait partie des 27 communes de plus de 500 habitants du Finistère qui n'ont encore aucune école de filles.

### LeXXesiècle

#### La Belle Époque

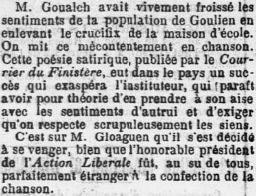
Extrait d'un article du journal L'Ouest-Éclair évoquant une rixe en janvier 1904 entre l'instituteur public et le président du comité local de l'Action libérale populaire à propos d'un crucifix enlevé de la maison d'école.

Selon Christian Pelras, six moulins à eau et six moulins à vent existaient à Goulien au début du XXe siècle : celui de la vallée du Valc'h, à la limite de Beuzec-Cap-Sizun, fut le premier à être arrêté, suivi par les autres (par exemple Bréhonnet pendant la décennie 1930, Kervoën en 1958, Meilh Vrotel en 1962, puis celui de Kerbeulec ; le dernier fut le moulin de Kergonvan arrêté en 1984.
Le 20 janvier 1901 le vicomte Alain Le Gualès de Mézaubran demanda « la concession de mines de houille, schistes bitumineux, anthracite, lignite ou pétrole » qui pourraient se trouver sur les communes de Cléden-Cap-Sizun, Plogoff, Primelin, Esquibien, Audierne, Plouhinec, Pont-Croix et Goulien.
La tempête de début février 1904, qualifiée de véritable raz de marée, provoqua l'échouage sur la côte de Goulien de 17 barriques de vin venues d'on ne sait où, qui ne tardèrent pas à être brisées contre les rochers par la mer en furie.
En 1904, une troupe de théâtre en breton, dirigée par l'abbé Louis Abjean, vicaire à Goulien, fit des représentations, la première au bourg de Goulien, qui connurent un succès certain ; l'abbé Louis Abjean composa aussi en 1904 un cantique en langue bretonne devenu célèbre : Da feiz hon tadou koz,. La même année des tensions vives provoquèrent une rixe entre l'instituteur public, Goualch, qui avait enlevé le crucifix de la maison d'école, provoquant le mécontentement de la majeure partie de la population, et Hervé Gloaguen, président du comité local de l'Action libérale populaire.
En 1911, le presbytère de Goulien est construit par l'architecte Charles Chaussepied.
En janvier 1914, on trouva l'instituteur de Goulien mort de froid dans sa chambre.

#### La Première Guerre mondiale
Le monument aux morts de Goulien porte les noms de 45 soldats et marins morts pour la France pendant la Première Guerre mondiale (le tiers de tous ceux qui ont été mobilisés) ; 
« Certaines familles [ont] perdu tous leurs hommes à l fois, fils et gendres » : parmi eux, deux sont décédés sur le front belge (Clet Guillou dès le 22 août 1914 à Rossignol et Simon Dagorn le 15 octobre 1915 à Nieuport) ; Jean Corre a été tué lors de la bataille d'Elhri au Maroc le 13 novembre 1914 ; cinq (Yves Claquin, Yves Donnart, Jean Linot, Yves Marzin, Pierre Pichon) sont des marins disparus en mer ; deux soldats sont morts dans le cadre de l'expédition de Salonique (Clet Velly en Serbie en 1917 et Jean Saouzanet en Grèce en 1918) ; Pierre Coader a été assassiné le 23 avril 1918 au Tchad ; la plupart des autres sont décédés sur le sol français : parmi eux deux (Jean Dagorn et Germain Goraguer) ont été décorés de la Médaille militaire et de la Croix de guerre, un (Daniel Kerloc'h) de la Médaille militaire et deux (Jean Cloarec et Corentin Le Page) de la Croix de guerre ; Jean Bernard, caporal au 114e régiment d'infanterie, a été le dernier soldat originaire de Goulien tué pendant cette guerre le 2 octobre 1918 à Neuville-Saint-Amand (Aisne).
Thépault, vicaire à Goulien avant la guerre, soldat infirmier au 219e régiment d'infanterie fut cité à l'ordre de son régiment : « A soigné et ramassé plusieurs blessés sous un violent bombardement et avec la plus grande abnégation ».

#### L'Entre-deux-guerres
Le 8 mars 1922 la foudre tomba lors d'une tempête sur le bourg de Goulien, provoquant l'effondrement du clocher et endommageant plusieurs maisons.
En 1938, une série d'incendies criminels provoquèrent une véritable psychose de peur à Goulien.

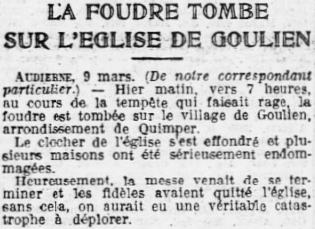
Article du journal L'Ouest-Éclair décrivant les dégâts provoqués par la foudre dans le bourg de Goulien le 8 mars 1922.
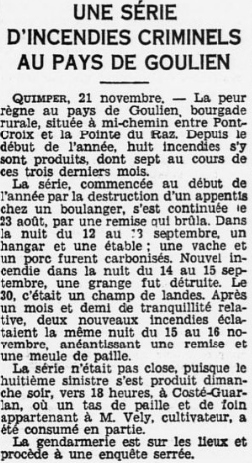
Article du journal L'Ouest-Éclair décrivant une série d'incendies criminels à Goulien en 1938.

#### La Seconde Guerre mondiale
Le monument aux morts de Goulien porte les noms de 11 personnes mortes pour la France pendant la Seconde Guerre mondiale : parmi elles Jean Carval, décédé lors des combats de la poche de Dunkerque le 1er juin 1940 à Téteghem (Nord) ; Jean Laouenan a lui aussi été tué lors de la Débâcle le 21 juin 1940 à Houdelmont (Meuse) ; Jean Gloaguen, Noël Dagorn (officier mécanicien de marine marchande, victime du naufrage du paquebot Président Doumer, torpillé par le sous-marin allemand U-304 le 30 octobre 1942) et Jean Normant sont des marins disparus en mer ; Clet Pichon, soldat des Forces françaises libres au Bataillon de marche n° 2 est mort le 15 juin 1942 lors de la bataille de Bir Hakeim ; Sébastien Quéré est mort en Allemagne en 1942 alors qu'il était prisonnier de guerre ; Jacques Pérennès, résistant, a été tué à l'ennemi le 9 octobre 1944 à Clohars-Carnoët ; Georges Didailler, résistant, est mort d'un accident le 7 septembre 1944.

#### L'après-Seconde-Guerre-mondiale
Trois soldats (Clet Bonis, Jean Kérisit et Henri Mens), originaires de Goulien sont morts pendant la guerre d'Indochine et un (Corentin Savina) pendant la guerre d'Algérie.
En 1958 est créée la réserve du Cap Sizun (sa création est provoquée par trois jeunes scientifiques, occupés au baguage d'oiseaux dans les falaises de Goulien, qui voient le 4 juillet 1957 un pêcheur de l'Île de Sein tirer sur des cormorans et prendre des poussins dans les nids pour les montrer à un groupe de touristes) ; il s'agit de la première réserve créée par la SEPNB (Société pour l'Étude et la Protection de la Nature en Bretagne), ouverte d'emblée au public.
En juin 2000 sont implantées huit éoliennes de 750 kW. Un centre d'interprétation ludique et scientifique, la Maison du vent, est aménagé dans l'ancienne école du bourg.
Entre 1962 et 1964, Christian Pelras, alors jeune ethnologue au Musée de l'homme, entreprit une étude sur « l'adaptation d'une communauté agricole et rurale française aux conditions de la vie moderne » qui fut une monographie de la commune de Goulien, dans le cadre d'un grand projet interdisciplinaire dénommé « Les enquêtes de Pont-Croix », parallèlement aux enquêtes menées alors à Plozévet. Les films alors tournés ont été déposés à la Cinémathèque de Bretagne à Brest et sont consultables sur Internet. Son livre Goulien, commune bretonne du Cap-Sizun. Entre XIXe siècle et IIIe millénaire, a été publié en 2001 aux Presses Universitaires de Rennes.

### LeXXIesiècle
En 2014, la commune de Goulien achète « Ti Félix », une maison construite en 1927 par Félix Coquet dans la lande de Menez Kermaden dans un site grandiose surplombant les falaises qui dominent de 120 mètres la baie de Douarnenez, et les 5 000 m2 attenants ; abandonnée alors depuis quelques années, la maison a été restaurée et est devenue une halte pour les randonneurs.

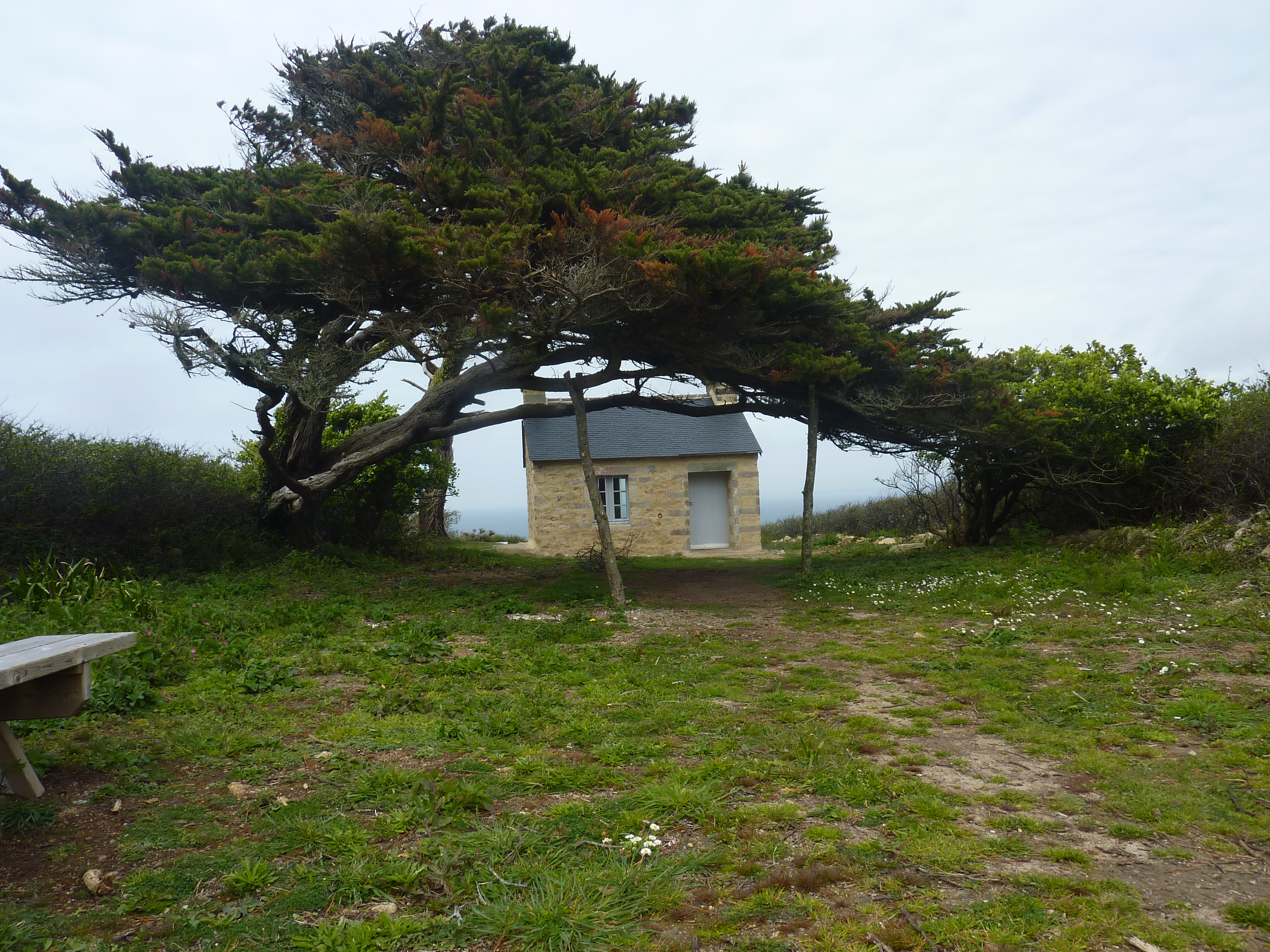
« Ti Félix », la seule maison de la commune proche du littoral (édifiée en 1927, rachetée par la commune en 2014).

En 2019, un projet de parc solaire d'une puissance de production de 11 à 20 MW, dans le secteur de Lannourec, à proximité des huit éoliennes existantes, est bloqué car la commune est concernée par la Loi littoral.

## Population et société

### Démographie
| 1793 | 1800  | 1806 | 1821 | 1831 | 1836  | 1841  | 1846  | 1851  |
| ---- | ----- | ---- | ---- | ---- | ----- | ----- | ----- | ----- |
| 875  | 1 433 | 894  | 887  | 891  | 1 001 | 1 024 | 1 053 | 1 080 |

| 1856  | 1861  | 1866  | 1872  | 1876  | 1881  | 1886  | 1891  | 1896  |
| ----- | ----- | ----- | ----- | ----- | ----- | ----- | ----- | ----- |
| 1 091 | 1 108 | 1 115 | 1 081 | 1 085 | 1 074 | 1 145 | 1 135 | 1 163 |

| 1901  | 1906  | 1911  | 1921  | 1926  | 1931 | 1936 | 1946 | 1954 |
| ----- | ----- | ----- | ----- | ----- | ---- | ---- | ---- | ---- |
| 1 144 | 1 185 | 1 140 | 1 078 | 1 092 | 982  | 966  | 807  | 703  |

| 1962 | 1968 | 1975 | 1982 | 1990 | 1999 | 2006 | 2007 | 2012 |
| ---- | ---- | ---- | ---- | ---- | ---- | ---- | ---- | ---- |
| 721  | 667  | 617  | 566  | 512  | 428  | 418  | 416  | 438  |

| 2017 | 2022 | - | - | - | - | - | - | - |
| ---- | ---- | - | - | - | - | - | - | - |
| 433  | 440  | - | - | - | - | - | - | - |

## Culture locale et patrimoine

### Lieux et monuments
- L'église Saint-Goulven, dédiée à saint Goulven, date de la première moitié du XVIe siècle[58]. Elle est dépourvue de style dans sa construction générale, mais son porche sud et son clocher à flèche aiguë sont représentatifs de la fin du gothique[18]. Deux barques de pêche sont sculptées, représentées avec leurs équipages de trois marins, sur le porche sud de l'église. Une de ses cloches est réputée avoir appartenu à saint Goulven[59]. À l'intérieur, outre le chœur, se trouvent notamment deux autels latéraux , dédiés l'un à Sainte-Thérèse-de-l'Enfant-Jésus, l'autre à la Vierge et ses statues de saint Sébastien, sainte Barbe et saint Antoine de Padoue[60]. Saint Goulven, dénommé localement saint Goulien, était invoqué contre les maux de tête : le rituel pratiqué est décrit dans un journal de 1913[61], la cloche à main de saint Goulien[62] (qui daterait du IXe siècle et serait donc en fait postérieure de deux siècles à saint Goulien [saint Golven]), conservée dans l'église, était apposée sur la tête des malades afin de les guérir. Dans l'enclos paroissial ont été placées trois stèles funéraires (probablement les restes d'un lec'h) datant de l'âge du fer, classées à l'inventaire des Monuments historiques[20].

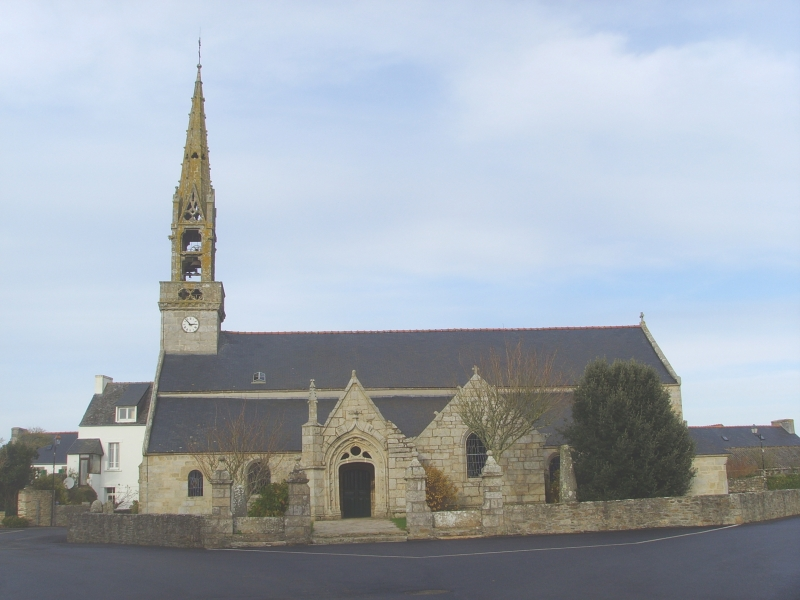
L'église paroissiale Saint-Goulven, face sud.
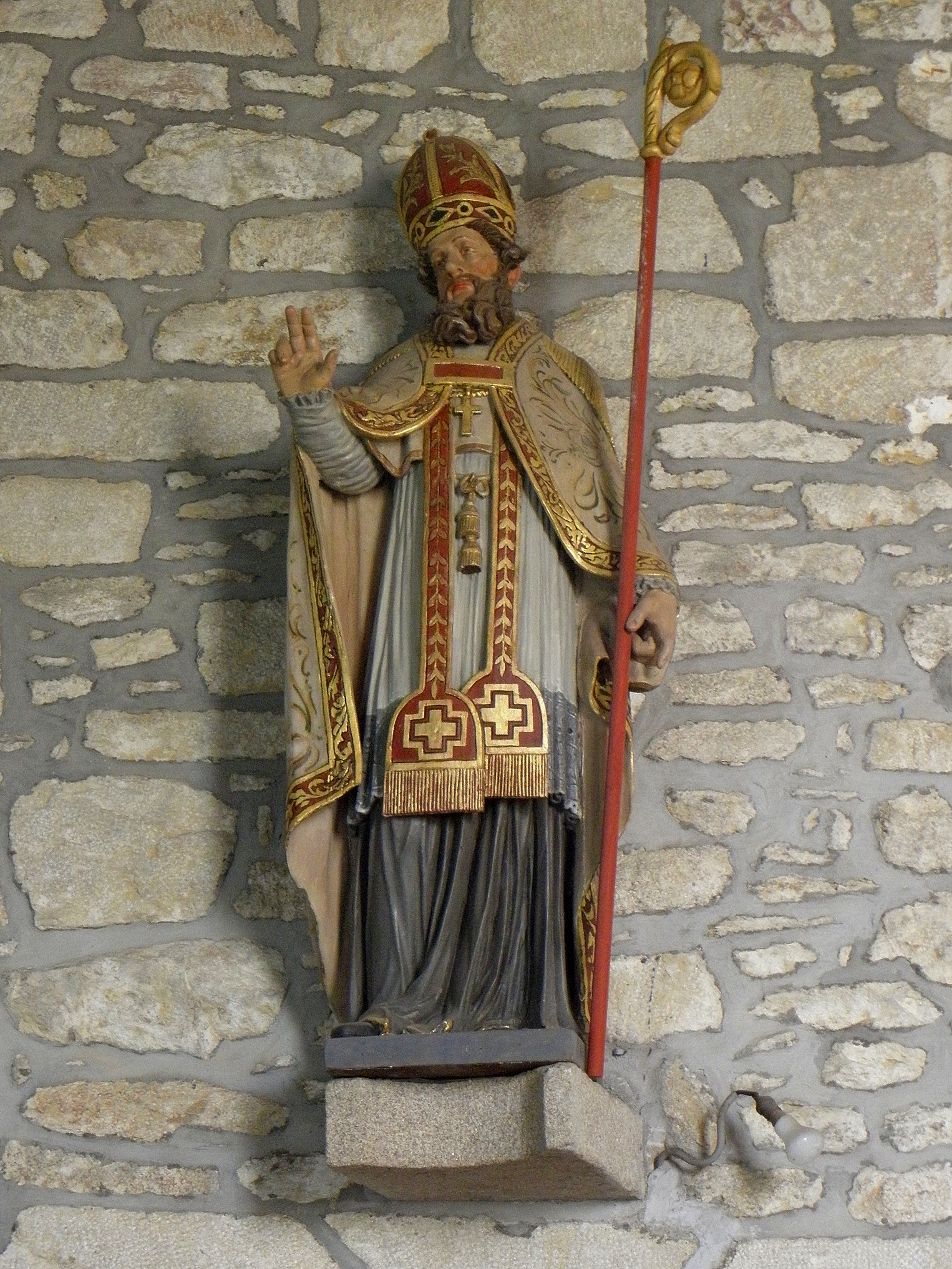
Église Saint-Goulven : statue de saint Goulven.
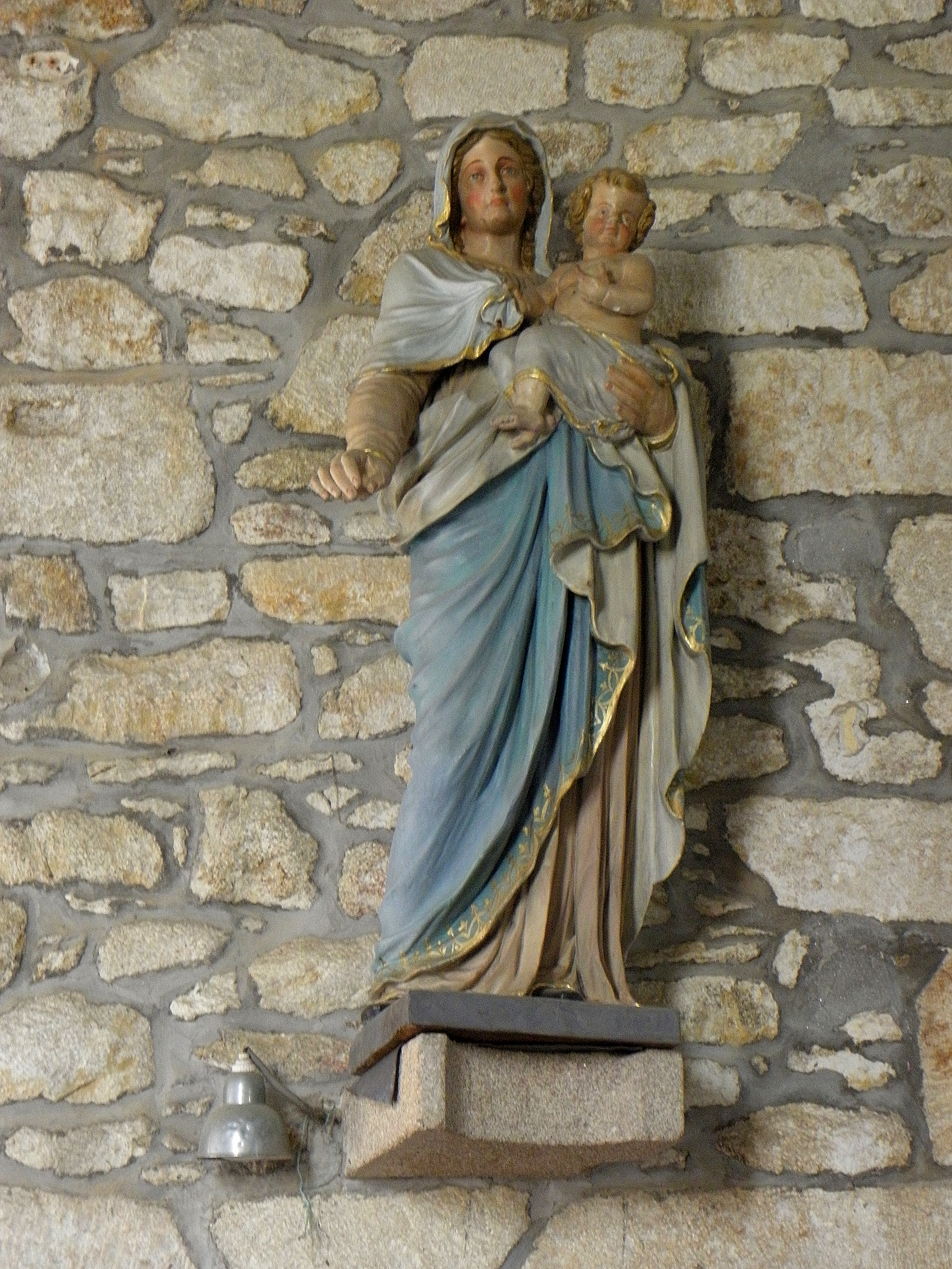
Église Saint-Goulven : statue de la Vierge à l'Enfant.
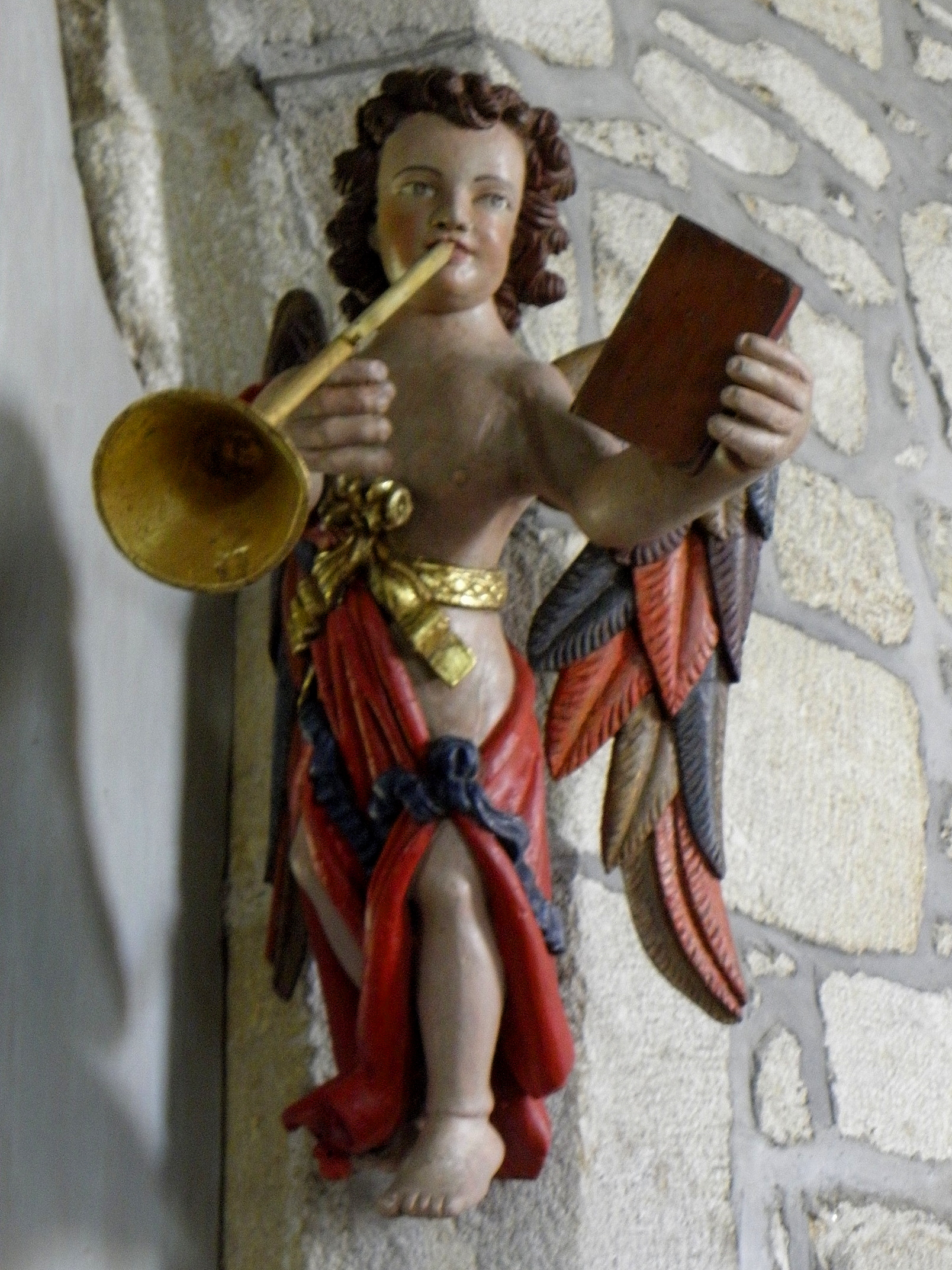
Église Saint-Goulven : Ange à la trompette.
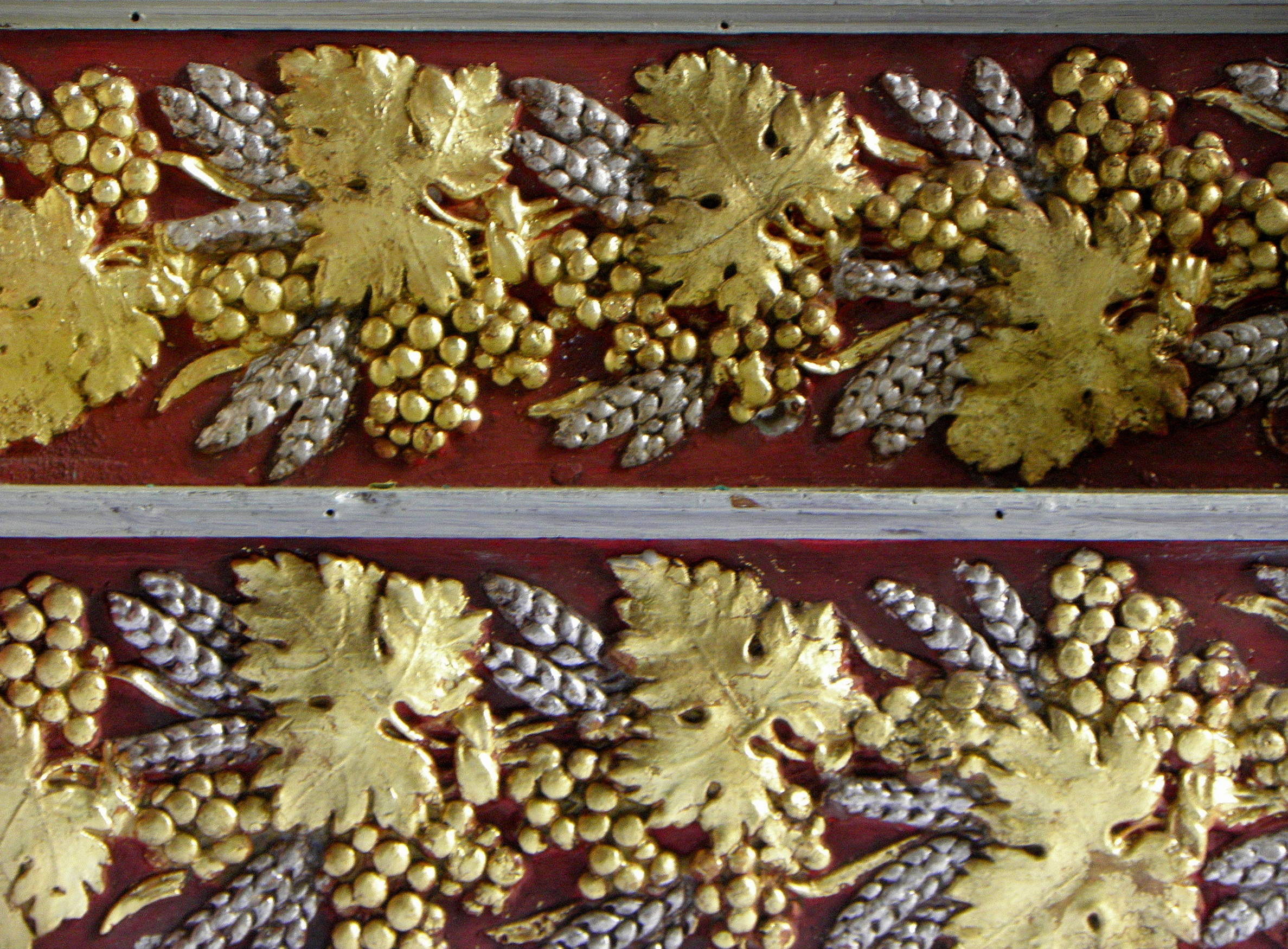
Église Saint-Goulven : gradins d'autel (détail).
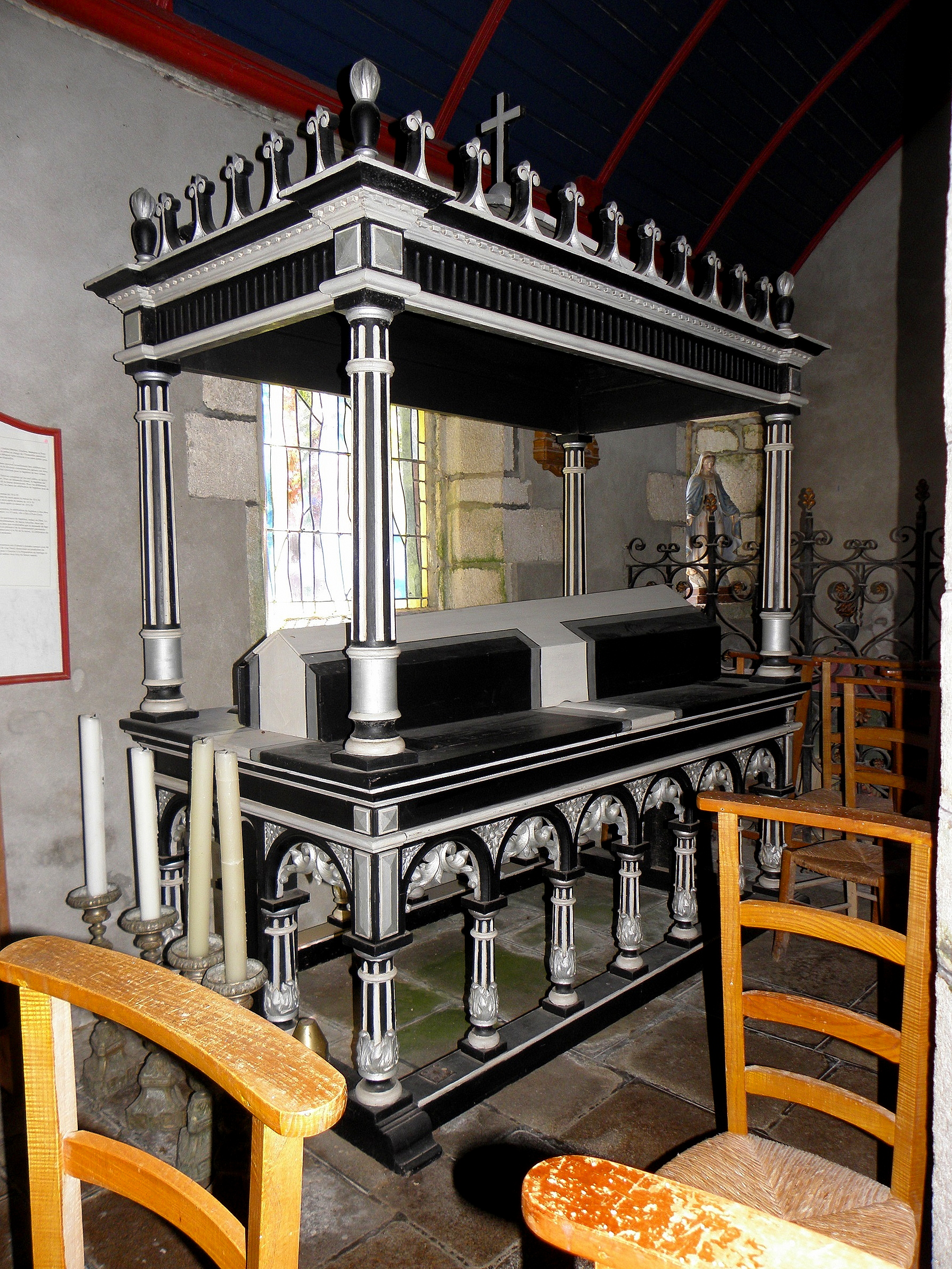
Église Saint-Goulven : catafalque.
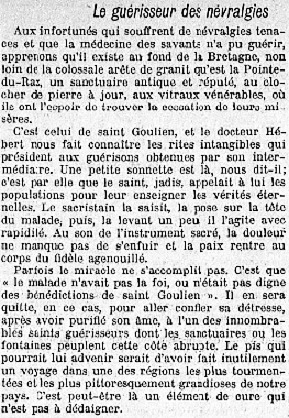
Article du journal Le Temps décrivant saint Goulien guérisseur des névralgies (en 1913).

- La chapelle Saint-Laurent, ou encore chapelle Notre-Dame-de-Bonne-Nouvelle, inscrite au titre des monuments historiques, par arrêté du 3 juin 1932[63]. Elle se trouve au lieu-dit Le Bourg. Son clocher, de style gothique flamboyant, date de la fin du XVe siècle ou du début du XVIe siècle ; la chapelle possède plusieurs statues dont une Vierge à l'Enfant en pierre et une autre en bois, ainsi qu'une statue de saint Laurent, qui était honorée autrefois pour obtenir la guérison de la « courte-haleine ». L'autel en granite porte les armes des Autret de Missirien, seigneurs de Lezoualc'h et celles de Catherine Le Picard de Kerganno, épouse de Jean Autret. Son pardon est organisé le lundi de Pentecôte. À l'extérieur de la chapelle se trouvent une statue de saint Fiacre et une fontaine de dévotion, aussi dédiée à saint Fiacre, qui était fréquentée pour combattre les maladies de langueur[18].

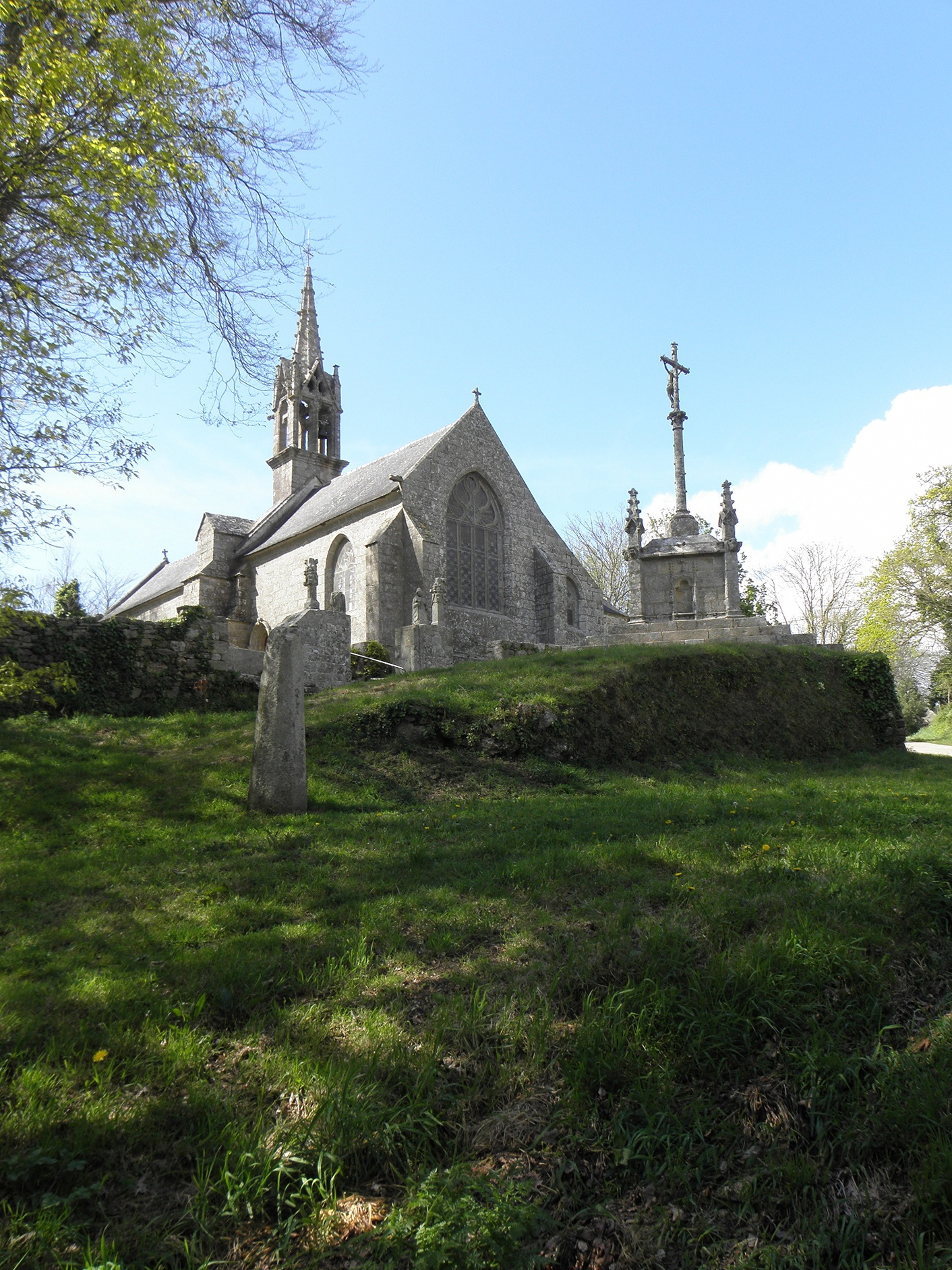
Menhir, chapelle Saint-Laurent et calvaire de Lannourec.
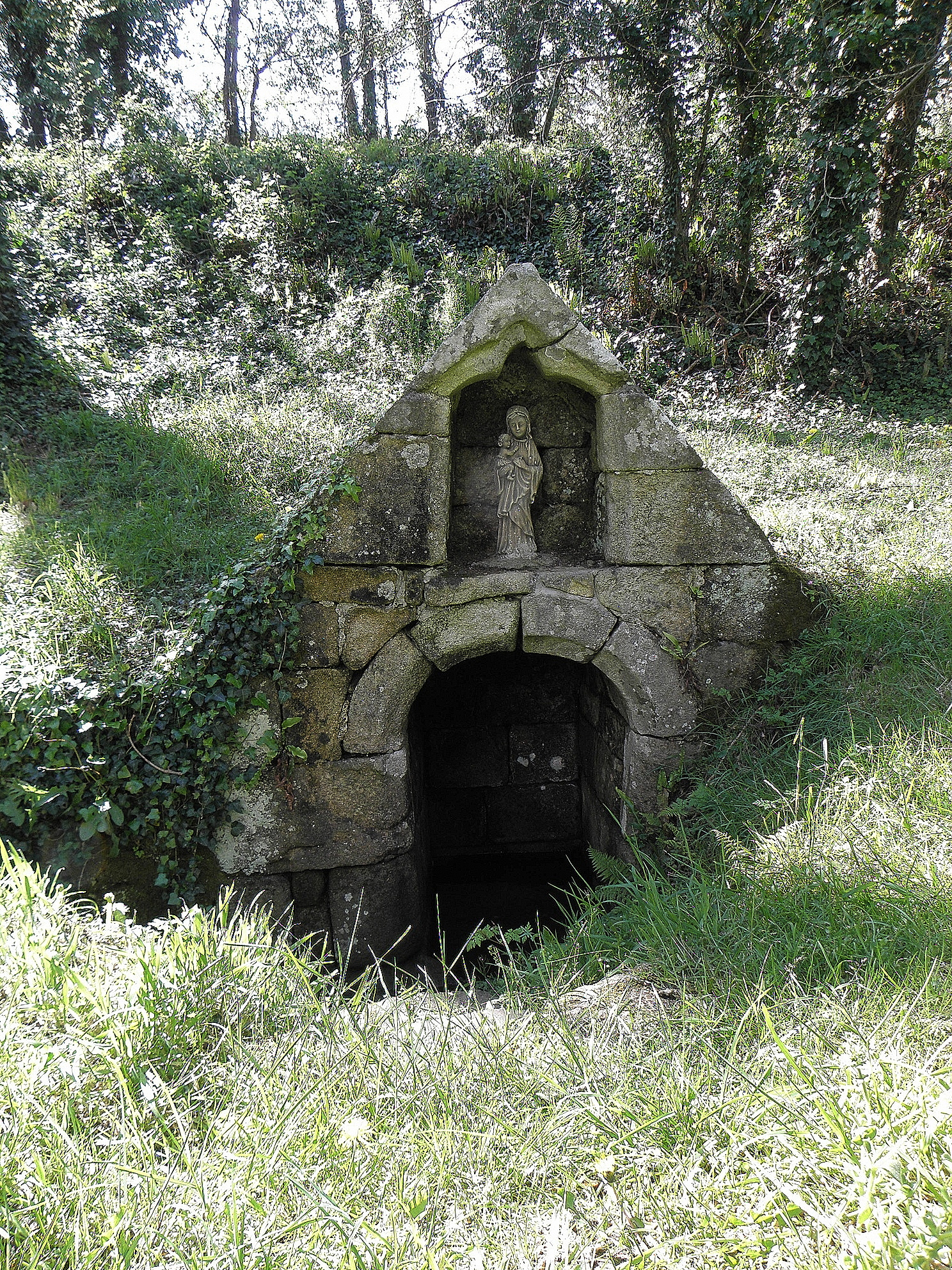
La fontaine de dévotion dédiée à saint Fiacre.
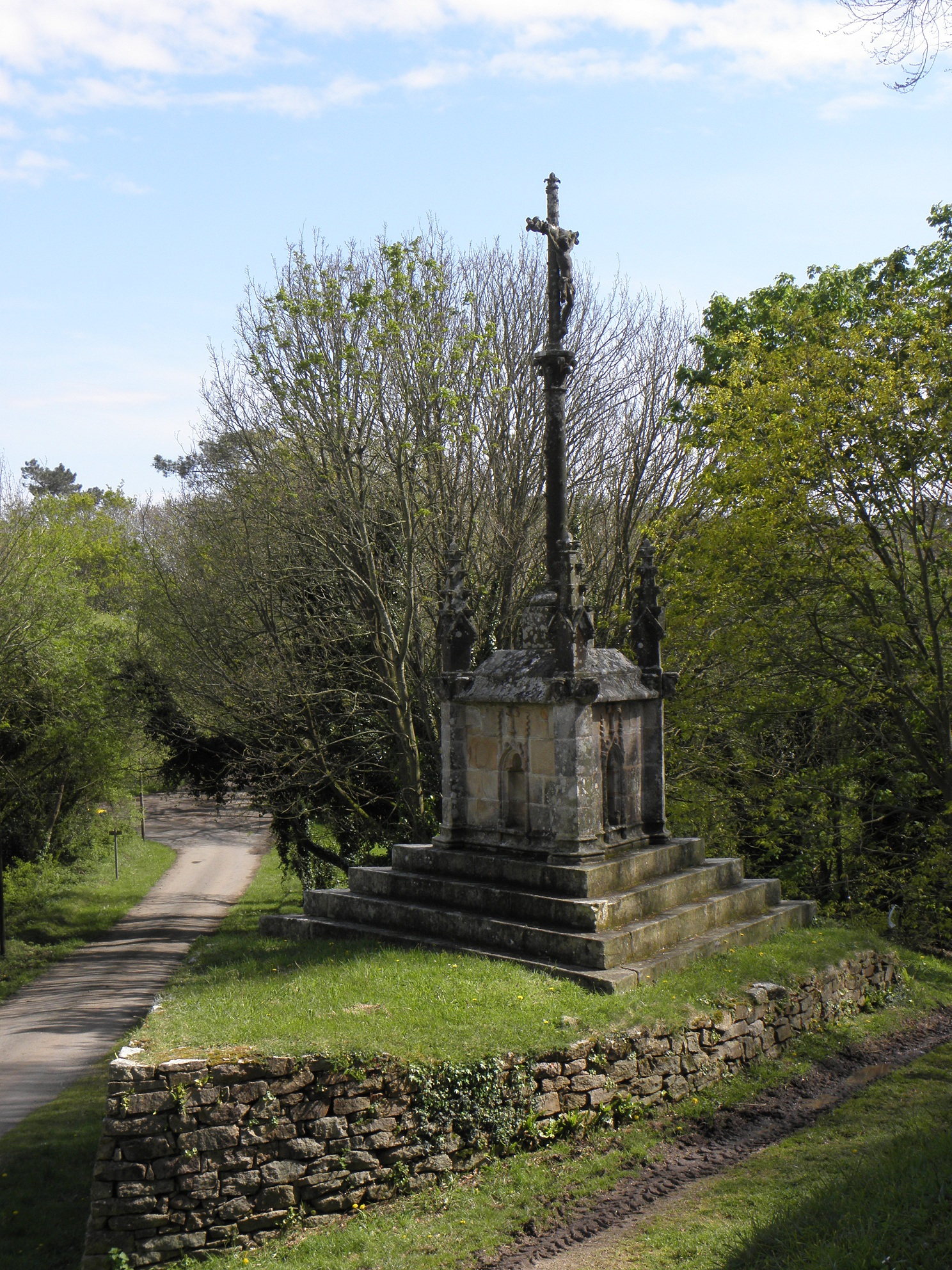
Le calvaire près de la chapelle Saint-Laurent.

- Six croix et calvaires[64], dont :
  - Le calvaire et la fontaine de Kéréon ; le calvaire de Kéréon est en fait une croix de chemin, érigée en 1817 par Jean Urcun, alors propriétaire du manoir de Lezoualc'h et maire de Goulien[65], a été restauré une première fois en 1932 et à nouveau en 2022, y compris son Christ en fonte, et peint[66].
  - Croix d'Interridi ou Croaz-Henter-Idi (croix de chemin du XVIe siècle)[67].
  - La croix de Tal ar Veil, croix de mission datant de la mission de 1927 et commémorant aussi celle organisée en 1948[68].
  - La croix de l'Église : elle date de 1830[69].
  - Le calvaire du cimetière, érigé en 1959[70].
- L'enceinte de Goulien datée du haut Moyen Âge[71].
- L'enceinte de Kastel ar Roc'h, datée du haut Moyen Âge, avec les vestiges d'une tour[71].
- L'éperon barré de Beg ar C'Hastel, daté de l'âge du fer[71], qui fut probablement occupé antérieurement.

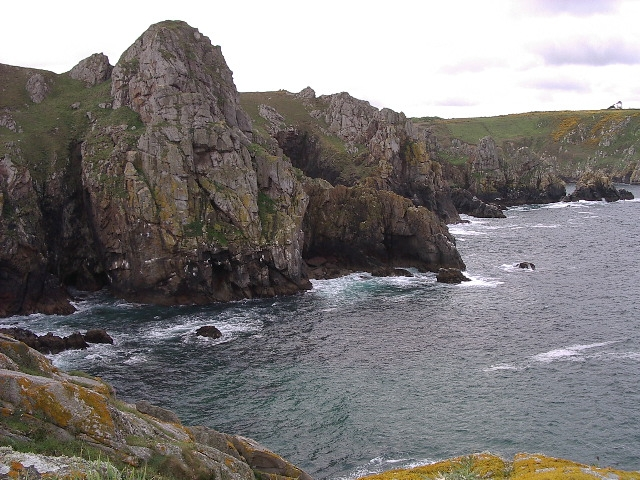
Les falaises de Kastell ar Roc'h dans la réserve de Goulien.
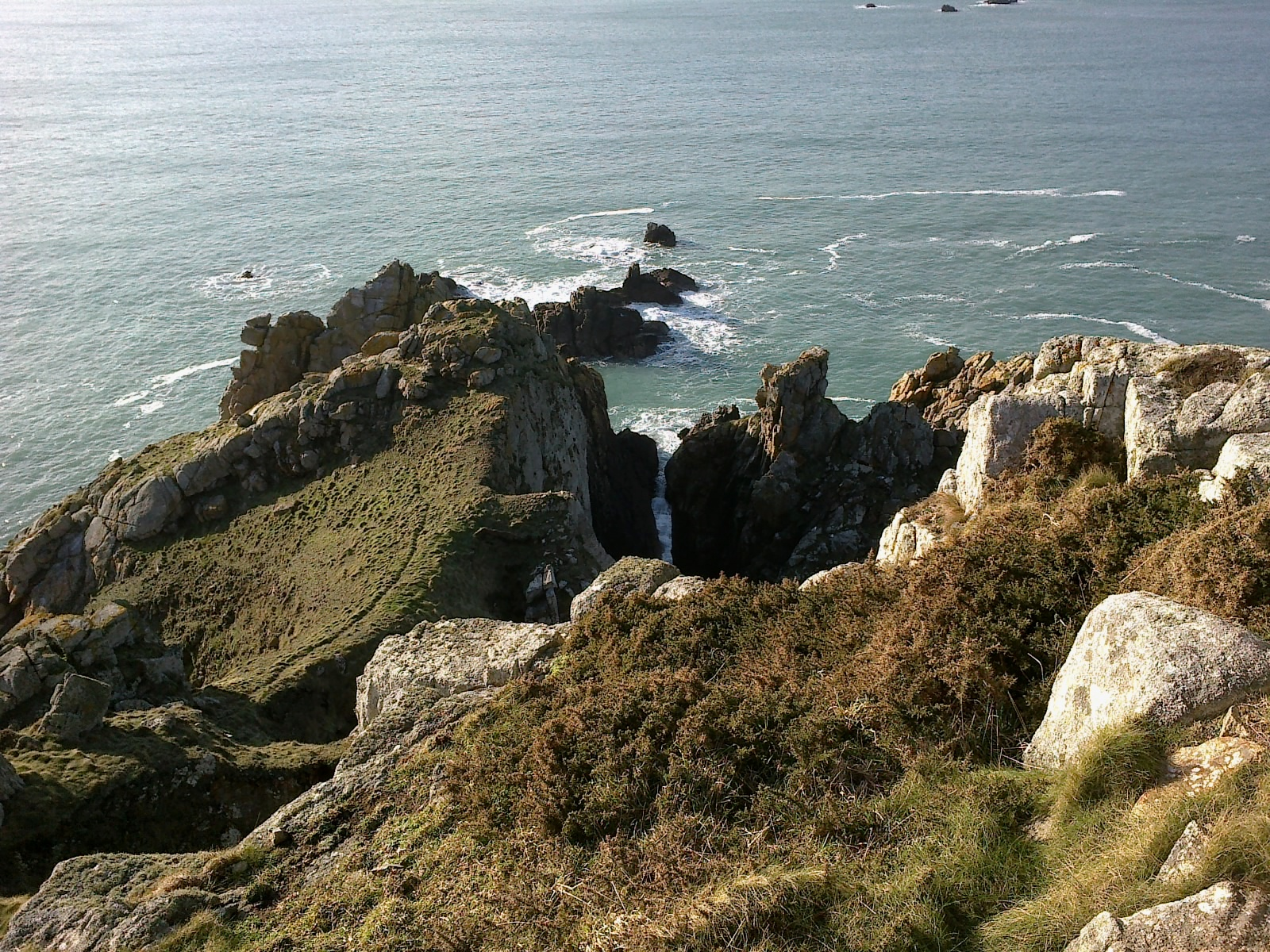
Pointe d'ar Vein Zu dans la réserve de Goulien.
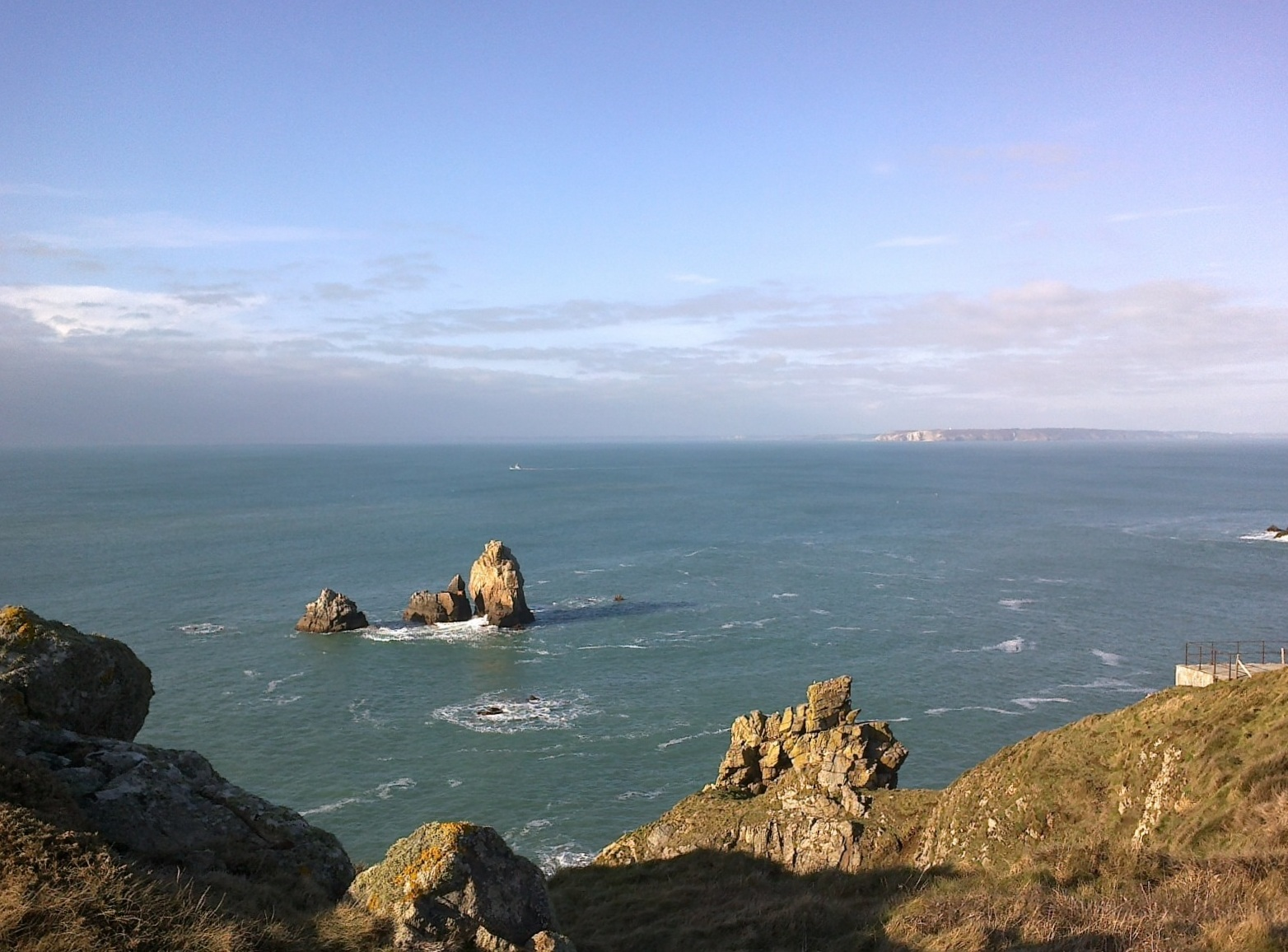
Les rochers de Kulanoù et vue au loin sur le Cap de la Chèvre.
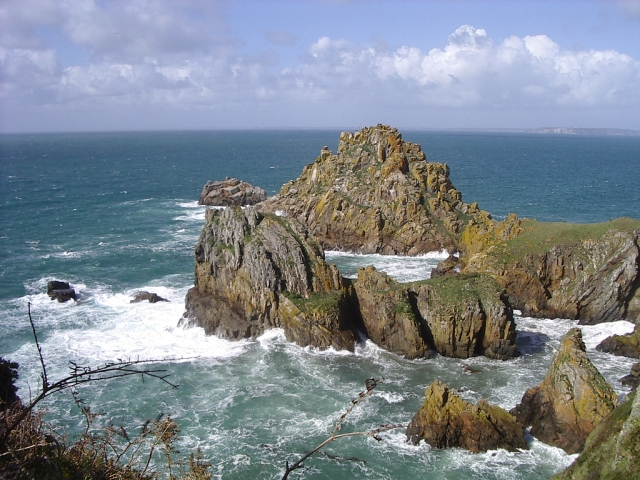
Goulien : l'îlot du Milinou Braz.
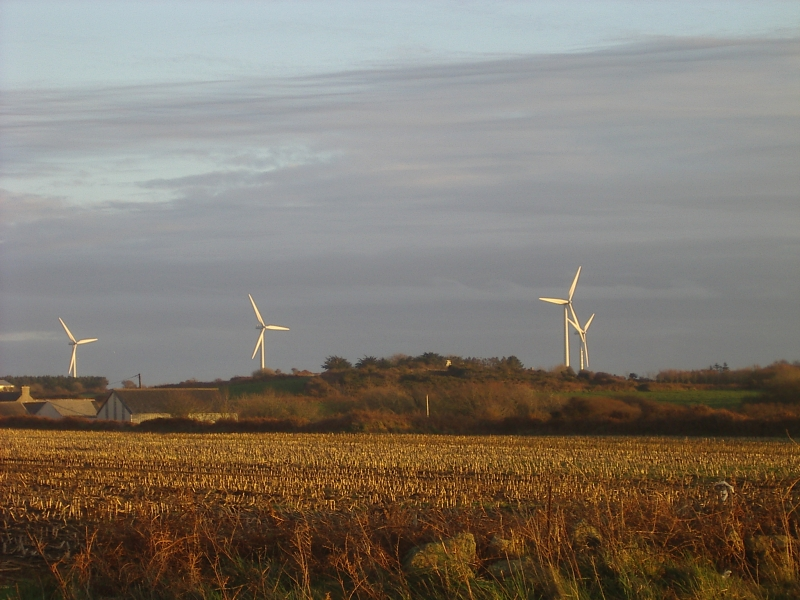
Le champ d'éoliennes.

- Plusieurs manoirs dont ceux de Lezoualc'h[72], de Mespirit, de Kervenargant.

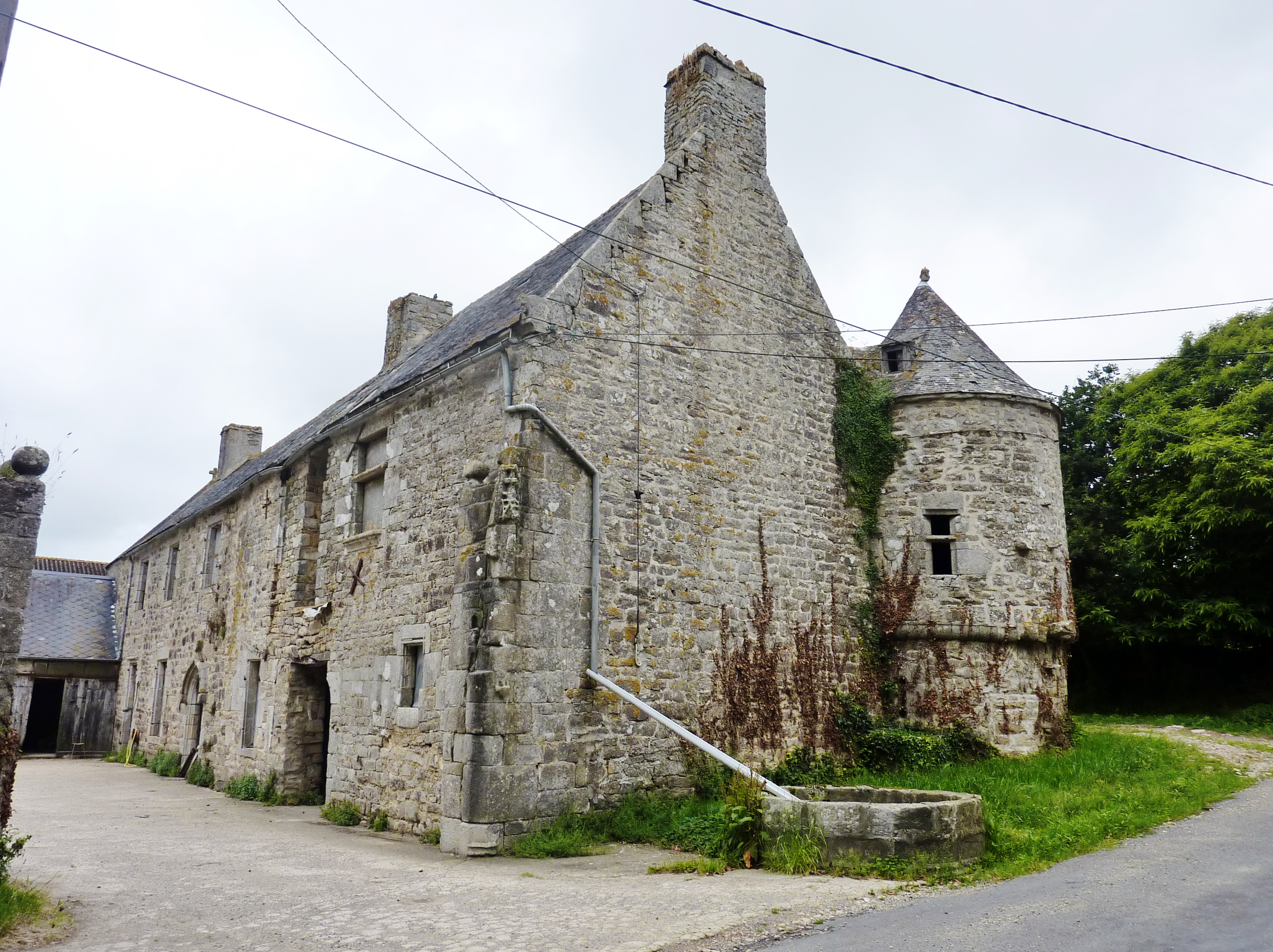
Le manoir de Kervenargant.

- Le sentier littoral (une partie du GR 34) allant de Douarnenez à la Pointe du Van, est long d'une cinquantaine de kilomètres et il faut une douzaine d'heures à de bons marcheurs pour le parcourir. Très accidenté, en tout l'addition des dénivelés dépasse 2 000 mètres) ce sentier permet de découvrir les pointes de Leydé, de la Jument, du Millier, de Beuzec, de Luguénez, de Brézellec et du Van (avec sa chapelle Saint-They), les éperons barrés de Castel-Meur et de Kastel-Koz (Castel Coz), Pors Lanvers , Pors Péron et Pors Théolenn, la réserve de Goulien-Cap Sizun, le phare du Millier (qui accueille l'été des expositions), Ti Félix (maison achetée et restaurée par la commune de Goulien).
- Le « canot de Joachim »[60] symbolise le patrimoine maritime de Goulien.
- Le lavoir, la fontaine, les murets et chemins creux du village de Brehonnet.
- Le rouissoir à lin de Kerveguen.
- Les lavoirs de Kermaden, de Bremeur et de Trévern[73].

### Personnalités liées à la commune
- L'historien et généalogiste Guy Autret de Missirien (1599-1660) est né au manoir de Lezoualc'h en  Goulien[74].
- Le biologiste et naturaliste Jean-Yves Monnat y est décédé (1942-2023).

### Goulien dans les arts et la littérature
- À l'occasion de son séjour à Goulien, Christian Pelras, ethnologue, avait filmé en 8 mm des scènes de la vie quotidienne à Goulien. Le film est disponible en bande vidéo de 2 h 50 sous le titre Goulien, le retour à la cinémathèque de Bretagne à Brest.
- Un documentaire sur la réserve du Cap-Sizun a été tourné en 1995 : L'aventure d'une réserve : Goulien, Cap Sizun, documentaire réalisé par Yvon Le Gars, Skravig images, Plouha (Côtes d'Armor), 1995, 26 min (VHS).
- Charles Vincent, plus connu sous son pseudonyme de Pierre Maël, a écrit un roman Tout seul, dont l'action se déroule en partie à Goulien et qui fut publié en feuilleton dans le journal La Croix en 1898[75] et à nouveau en 1901 dans le journal Le Pays : journal des volontés de la France[76] ainsi que dans le journal La Justice[77].